# Minecraft
Minecraft (произн. Майнкрафт; от англ. mine — «шахта; добывать» + craft — «ремесло; создавать») — компьютерная инди-игра в жанре песочницы, созданная шведским программистом Маркусом Перссоном и выпущенная его студией Mojang AB. В 2009 году Перссон опубликовал начальную версию игры; в конце 2011 года была выпущена стабильная версия для компьютеров Windows, Linux и macOS с распространением через официальный сайт. В последующие годы Minecraft была портирована на мобильные устройства под управлением Android, iOS и Windows Phone; на игровые приставки PlayStation 3, PlayStation 4, PlayStation 5, PlayStation Vita, Xbox 360, Xbox One, Xbox Series X/S, New Nintendo 3DS, Nintendo Switch и Wii U; и другие платформы. В 2014 году корпорация Microsoft приобрела права на Minecraft вместе со студией Mojang AB за 2,5 миллиарда долларов. В 2017 году была выпущена мультиплатформенная версия игры, объединившая различные версии для разных устройств.
Перссон написал Minecraft на языке программирования Java с использованием библиотеки графического вывода LWJGL, черпая идеи из таких игр, как Dwarf Fortress, Dungeon Keeper и Infiniminer. Minecraft даёт в распоряжение игрока процедурно генерируемый и изменяемый трёхмерный мир, полностью состоящий из кубов — его можно свободно перестраивать, создавая из этих кубов сложные сооружения — эта особенность делает игру схожей с различными конструкторами, такими как Lego. Minecraft не ставит перед игроком каких-либо конкретных целей, но предлагает ему свободу действий: например, игрок может исследовать мир, добывать полезные ископаемые, сражаться с противниками и многое другое. Игра включает в себя дополнительные режимы, например, «выживание», где игроку нужно самому добывать ресурсы, и «творчество», где у игрока эти ресурсы есть в неограниченном количестве. Механика «редстоуна» (англ. Redstone) позволяет создавать в Minecraft сложные логические схемы — тем самым игра может служить виртуальным конструктором для программистов и инженеров.
Minecraft получила всеобщее признание критиков и множество наград. Среди основных достоинств обозреватели выделили минималистичный и запоминающийся дизайн, выделяющий игру на фоне AAA-проектов; реиграбельность; простоту в освоении; и большую свободу творчества, ограниченную лишь фантазией игрока. Недостатками они посчитали сложности с созданием сетевой игры, отсутствие режима обучения и наличие недоработанных игровых элементов; однако разработчики устранили эти недостатки в последующие годы.
Minecraft является самой продаваемой игрой в истории: по состоянию на 2023 год было продано более 300 миллионов копий на всех платформах, а количество игроков, запускавших игру хотя бы раз в месяц, составило 172 миллиона. В популяризации и коммерческом успехе Minecraft большую роль сыграли пользовательский контент, в том числе видеоролики, распространяемые через YouTube, и множество сторонних модификаций. По мере роста популярности игры многократно обсуждалась и возможность неигрового применения, в частности, в сферах автоматизированного проектирования и образования. В 2016 году Mojang Studios совместно с Xbox Game Studios разработала специальную версию игры Minecraft: Education Edition для образовательных учреждений.
Minecraft оказала огромное влияние на индустрию компьютерных игр и породила множество клонов. На текущий момент она представляет собой целую франшизу, включающую в себя, помимо основной игры, такие игры как Minecraft: Story Mode, Minecraft Earth, Minecraft Dungeons и Minecraft Legends.

## Игровой процесс

### Общее

Скриншот игрового процесса. Внизу экрана видны различные индикаторы и панель быстрого доступа

Перед началом игры нужно выбрать параметры для процедурной генерации мира. Игрок может ввести в специальном поле начальное значение («зерно») для генератора псевдослучайных чисел, позволяющего создавать уникальные миры, или оставить его пустым. В таком случае игра сделает это автоматически, используя для начального значения время на системных часах. Два мира, созданные с одним и тем же «зерном», будут одинаковы. Далее игрок может настроить игровые правила и выбрать тип мира: например, «суперплоский» (англ. Superflat) или «расширенный» (англ. Amplified), с огромными океанами и горами. По умолчанию создаётся мир со множеством различных биомов относительно небольшого размера, но игрок может выбрать тип мира с биомами, увеличенными в 16 раз.
Игровой мир состоит из расставленных в фиксированном порядке кубов (блоков) и практически не имеет ограничений в пространстве. В Minecraft нет каких-либо конкретных целей или сюжета — всё строится на том, чтобы игрок импровизировал во время игры. В целом игра строится на добывании и размещении блоков, различающихся между собой текстурой, физикой и другими признаками, и создании предметов из ингредиентов. Возможность сооружать различные конструкции делает Minecraft схожей с конструктором Lego. Также игрок может получать достижения за определённые действия.
Игровой персонаж (со скином Стива или Алекса по умолчанию либо пользовательским) появляется на поверхности земли в случайном биоме — в горах, лесу, равнинах или пустыне и так далее — без каких-либо предметов, но игрок может добывать и создавать их по мере прохождения игры. По умолчанию игрок управляет персонажем в режиме от первого лица, но он также может переключиться на режим от третьего лица. У персонажа есть инвентарь для хранения и использования предметов. В нижней части экрана расположены очки здоровья, сытости и опыта, а также панель быстрого доступа и ячейка левой руки. Очки здоровья теряются, когда персонаж получает урон, например, от атак противников или падения с большой высоты, а очки сытости — при выполнении определённых действий, таких как бег или разрушение блоков. Очки здоровья также будут убывать при полном истощении очков сытости, поэтому персонаж должен периодически есть пищу. Как только очки сытости достигнут определённого уровня, очки здоровья начнут постепенно восстанавливаться. Очки опыта нужны для нанесения чар на различные предметы и работы с наковальней. Эти очки пополняются при переплавке материалов в печи, убийстве существ, торговле с крестьянами и так далее. Другие показатели — очки брони и кислорода — отображаются при надевании брони и погружении в воду соответственно.
Помимо игрового персонажа, в Minecraft есть ещё неигровые персонажи (мобы): дружелюбные, нейтральные и враждебные. Появление тех или иных мобов зависит от времени суток, уровня освещённости, местоположения игрового персонажа и других различных факторов.

#### Измерения и боссы
В Minecraft есть два параллельных измерения: «Незер» (англ. The Nether) и «Энд» (англ. The End). Незер — «адское» измерение с уникальными биомами, мобами и ресурсами. Оно опаснее и враждебнее по отношению к игровому персонажу, чем обычный мир, и требует от игрока хорошей подготовки. Портал в Незер создаётся из обсидиана и активируется при помощи огнива. В Незере игрок может построить тотем из блоков, добытых в этом измерении, чтобы призвать одного из боссов Minecraft — «Визера» (англ. Wither). Энд — мрачное пустынное место, где расположено множество парящих в пустоте островов, заселённых «эндерменами» (англ. Enderman) и другими мобами. На центральном из них обитает «Эндер-дракон» (англ. Ender Dragon) — финальный босс игры. Для перемещения в Энд игрок должен найти крепость с порталом и активировать его при помощи «очей Эндера» (англ. Ender Eye). Портал обратно появится после убийства Эндер-дракона. Как только персонаж прыгнет в него, будет показана Поэма Энда — завершающий рассказ, представляющий собой философский диалог между двумя оппонентами. На этом игра считается пройденной, но не заканчивается — после окончания Поэмы Энда персонаж окажется в обычном мире в точке последнего возрождения.

### Особенности режима выживания

Инвентарь игрового персонажа. На сетке создания 2×2 размещены доски для создания палок

Для создания какого-либо предмета в игре нужно определённым образом расположить ингредиенты в специальной сетке. Игрок может воспользоваться этой сеткой в инвентаре для создания базовых предметов, таких как факелы, доски, палки и так далее; однако для создания более сложных предметов, например инструментов, потребуется верстак. Ингредиенты раскладываются интуитивно, в соответствии с внешним видом создаваемого предмета; но игрок также может прибегнуть к книге знаний, расположенной в инвентаре, где отображаются рецепты из имеющихся ингредиентов. Для создания многих предметов нужно проделать несколько операций: например, игрок не сможет сделать деревянную кирку, пока не сделает доски из древесины и палки из досок.
С помощью различных инструментов — топора, кирки, лопаты и мотыги — можно рубить деревья; копать землю, песок и гравий; добывать полезные ископаемые; возделывать грядки. Инструменты, сделанные из различных материалов, различаются между собой прочностью. Какие-то руды можно добыть любой киркой, какие-то нет: например, для добычи алмазной руды потребуется железная, алмазная или незеритовая кирка.
В Minecraft есть и другие функциональные блоки, помимо верстака: например, печь для переплавки материалов или варочная стойка для приготовления зелий, наделяющих игрового персонажа разными эффектами.
Игрок может охотиться на животных, добывая таким образом пропитание и материалы для создания определённых предметов, или разводить их с помощью корма для тех же целей: например, коровы могут давать кожу, молоко и говядину; курицы — курятину, перья и яйца; а овцы — сырую баранину и шерсть. Прирученную лошадь можно использовать для более быстрого перемещения по миру игры, а лам, ослов и мулов — для перевозки предметов. Другим, мирным способом получения пищи является земледелие. Чтобы выращивать различные культуры, такие как пшеница или картофель, игрок должен сделать мотыгу, вспахать ей землю и посадить туда семена или плоды. Семена пшеницы можно получить при разрушении травы, другие — найти в сундуках, расположенных по всему миру. С помощью удочки игрок может вылавливать рыбу и другие полезные предметы.
Перемещаясь по миру, игровой персонаж может наткнуться на различные сооружения: например, на деревни с жителями или храмы с сокровищами. За изумруды игрок может купить у деревенских жителей полезные предметы, связанные с их профессией: например, каменщик продаёт декоративные блоки, а мясник — готовое мясо. С каждой успешной сделкой уровень торговли жителя повышается. Жители с высоким уровнем торговли продают более ценные товары.
Быстрее перемещаться и перевозить предметы также можно с помощью вагонетки. В Minecraft есть обычные рельсы и рельсы других типов: энергорельсы, ускоряющие вагонетку за счёт питания редстоуна; рельсы с датчиком, подающие сигнал редстоуна, если по ним проедет вагонетка; активирующие рельсы, используемые для активации определённой вагонетки, например вагонетки с динамитом.

### Противники и ведение боя с ними
В зависимости от времени суток и месторасположения, игрок может столкнуться с определёнными противниками. Ночью на поверхности появляются зомби, скелеты, криперы, пауки и другие враждебные мобы. В неосвещённых местах, например в пещерах, они могут встречаться и днём. Если противники видят игрового персонажа в пределах 16 блоков, они начнут преследовать его. Каждый моб обладает уникальным искусственным интеллектом: например, крипер — зелёное четырёхногое существо — при приближении к персонажу издаёт шипение и взрывается, уничтожая блоки вокруг себя. Некоторые противники вспыхивают и сгорают на солнце, если у них нет шлема или над ними нет блока.
Игровой персонаж может наносить урон любым предметом; однако в ближнем бою, например, лучше использовать меч, а в дальнем — лук. Топор имеет медленную скорость атаки и наносит больше урона, чем любое другое оружие; меч имеет быструю скорость атаки и может наносить урон сразу нескольким мобам; трезубец можно использовать как в ближнем бою, так и в дальнем. Наносимый урон зависит от заполненности индикатора, появляющегося во время атаки. Чтобы этот индикатор полностью восстановился, игрок должен подождать некоторое время. Для блокировки удара игрок может использовать щит, а для снижения получаемого урона — броню. Оружие и броня могут быть сделаны из разных материалов, но самые прочные предметы в игре создаются из «незерита» (англ. Netherite). Незеритовое оружие наносит больше урон, чем оружие из других материалов. С помощью чар, — наносимых на оружие, инструменты и броню, — можно улучшить различные показатели.
При смерти игрового персонажа все накопленные предметы «выпадут» из инвентаря, а сам персонаж появится снова, но уже на точке возрождения. С помощью кровати игрок может изменить эту точку и спокойно пропустить ночь. Если персонаж не будет периодически спать, около него начнут появляться летающие монстры — «фантомы» (англ. Phantom).
Если игрок найдёт аванпост и убьёт разбойника с флагом, а затем зайдёт в деревню, то на неё будет совершён набег. Для защиты деревни от набегов игрок может построить вокруг неё стену и расставить по периметру ловушки.

### Схемы из «редстоуна»
В Minecraft игрок может найти под землёй «редстоун» (англ. Redstone) — ресурс, позволяющий создавать логические схемы и интерактивные постройки. Цепи, созданные из редстоуна, передают энергию от одного блока к другому, подобно электрическим. Для снабжения редстоуновой цепи энергией требуется редстоуновый факел. При установке рычагов, кнопок и других элементов управления игрок сможет переключать цепь из одного положения в другое. Minecraft позволяет игроку создавать логические вентили, выполняющие простые логические операции: например, с помощью двух рычагов можно создать вентиль «И», пропускающий «энергию» по цепи только в том случае, когда активированы оба рычага, или вентиль «ИЛИ», пропускающий «энергию», если был активирован любой из двух рычагов. Эта система имитирует устройство реальной электроники и булеву логику, что позволяет создавать сложные механизмы.
Благодаря этой особенности игра может служить виртуальным конструктором для программистов и инженеров. В разные годы энтузиасты сооружали в Minecraft целые объекты, имитирующие реальные устройства, такие как: 16-разрядный компьютер, вмещающий в себя 32 байта ОЗУ и 256 байта ПЗУ, жёсткий диск объёмом 1 килобайт и многое другое.

### Режимы игры
Перед созданием мира игрок должен выбрать один из четырёх игровых режимов: «выживание», «хардкор», «творчество» и «приключение». Первый режим представляет собой симулятор выживания, где игрок должен исследовать мир, собирать ресурсы, создавать предметы и избегать опасности. В этом режиме есть очки здоровья, сытости и опыта, а многие блоки нельзя добывать без нужных инструментов. Режим «хардкор» отличается от «выживания» тем, что у игрового персонажа только одна жизнь — после первой же смерти персонажа файлы сохранения удаляются, и возобновить игру в том же мире будет нельзя. Режим «творчество» позволяет игроку всецело сосредоточиться на возведении сооружений, не отвлекаясь на атаки противников. В этом режиме у игрока есть доступ ко всем существующим блокам и предметам в неограниченном количестве, а его персонаж может быстро перемещаться в пространстве и мгновенно разрушать любые блоки. Также в режиме творчества персонаж не имеет очков здоровья, сытости и опыта и не получает урона. Режим «приключение» предназначен для пользовательских карт. Он схож с режимом выживания, однако вводит ряд ограничений, установленными создателем карты: например, игроки могут разрушать блоки только специально предназначенными для этого инструментами и не могут взаимодействовать с определёнными предметами и механическими блоками. Это нужно для того, чтобы игроки проходили карту так, как задумал её создатель. Ключевым объектом режима приключения является командный блок, позволяющий создателю задать определённые условия на игровой карте через команду консоли.
Помимо режимов игры, Minecraft предлагает игроку регулируемую систему сложности: например, на «мирной» сложности не появляются враждебные мобы, а на «сложной» персонаж может умереть из-за потери очков сытости.
Также в Minecraft также есть многопользовательский режим игры, где несколько игроков могут взаимодействовать и общаться друг с другом в одном игровом мире. Совместная игра может быть по локальной сети, на одном устройстве в режиме разделённого экрана и через Интернет на различных виртуальных серверах, настраиваемых игроками. Игроки могут запускать свои серверы, использовать услуги хостинг-провайдеров или напрямую подключаться к игре другого игрока. Миры из одиночной игры поддерживают игру по локальной сети, что позволяет игрокам присоединяться к игре на компьютерах в той же самой локальной сети без создания сервера. Операторы сервера, занимающиеся техническим обслуживанием, имеют доступ к командам консоли и могут менять игровые правила. Также операторы сервера могут включить «белый список» (англ. Whitelist), ограничивающий посещение сервера. Только игроки, внесённые в этот список, смогут заходить на сервер. Многопользовательская игра даёт игрокам самые разнообразные возможности, и различные серверы могут иметь уникальные правила и режимы игры.
Крупнейшим сервером Minecraft является Hypixel. Проект несколько раз попадал в Книгу рекордов Гиннесса, в том числе как «самый популярный независимый сервер для компьютерной игры» и «самая популярная сеть серверов Minecraft».
Если в сетевой игре используется режим «хардкор», то игровой персонаж после смерти перейдёт в режим наблюдателя. В этом режиме игрок может только перемещаться по миру сквозь блоки и следить за игрой без прямого взаимодействия, при этом его HUD не отображается. Также в режиме наблюдателя игрок может переключиться на камеру моба, чтобы наблюдать за игрой с его точки зрения, но не сможет этим мобом повлиять каким-либо образом на мир. В зависимости от выбранного моба будет применён один из фильтров для экрана. Игровой персонаж в режиме наблюдателя невидим и бессмертен.

Хостинговая служба Minecraft Realms позволяет брать в аренду серверы для многопользовательской игры. На сервере Realms могут одновременно играть максимум до десяти игроков. В отличие от обычного сервера, только приглашённые игроки могут присоединиться к серверам Realms, и эти серверы не требуют ввода IP-адреса. Серверы Realms не поддерживают сторонние модификации, однако обладатели подписки Realms Plus для версии игры Bedrock Edition могут воспользоваться наборами с пользовательским контентом из торговой площадке Minecraft Marketplase.

## Разработка

### Предпосылки
Перед созданием Minecraft шведский программист Маркус Перссон четыре с половиной года работал в компании Midasplayer (позднее King) и участвовал в разработке браузерных игр. В свободное время он изучал различные языки программирования, в том числе Java, и вместе со своим другом Рольфом Янссоном разрабатывал ролевую онлайн-игру Wurm Online. По своему замыслу она должна была стать похожей на будущий проект Перссона: ожидалось, что в фэнтезийном мире игры будет почти полная свобода действий без каких-либо конкретных целей или сюжета. Несмотря на то, что политика Midasplayer запрещала сотрудникам получать прибыль со своих проектов, Перссон не переставал работать над Wurm Online — эта игра была для него «творческим убежищем», где он мог пробовать свои идеи.
Когда Перссон набрался знаний и освоил Java, он стал обучать новых сотрудников компаний. Якоб Порсер, один из таких новичков, сразу же поладил с Перссоном: оба программиста были страстно увлечены компьютерными играми и строили амбициозные планы.
Со временем Перссон начал терять интерес к Wurm Online из-за творческих разногласий с Янссоном, а в 2009 году покинул Midasplayer: с ростом компании начальство стало строже относиться к его независимым проектам. После ухода Перссон сообщил Порсеру, что создаст новую игру и откроет с ним игровую студию, если она будет приносить хороший доход. На первое время Перссон устроился программистом в компанию jAlbum AB, занимавшуюся разработкой платформы для создания онлайн-фотоальбомов; при этом он договорился с руководством о том, что ему не будут запрещать делать свои игры и получать прибыль с них.

### Ранние попытки создания

RubyDung — попытка Маркуса Перссона создать симулятор строительства и управления с изометрической графикой

В нерабочее время Перссон искал вдохновение и размышлял над тем, как будет выглядеть его будущий проект. Ему нравилось общаться на форуме веб-сайта TIGSource, посвящённом инди-играм, где разработчики могли иметь творческую свободу и не рассчитывать на коммерческий успех. В какой-то момент Перссон познакомился с игрой Dwarf Fortress, сочетающей в себе элементы симулятора строительства и управления и «рогалика», и решил сделать похожую игру, но с изометрической графикой. В это же время он был увлечён экономической стратегией RollerCoaster Tycoon и симулятором бога Dungeon Keeper: в первой Перссону понравилась возможность «быстро и легко строить оригинальные впечатляющие конструкции», а во второй — атмосфера катакомб. В итоге он решил создать проект под условным названием RubyDung, где он пытался объединить все эти идеи, а также ввести режим от первого лица, чтобы можно было осматривать постройки с выгодного ракурса — похожая особенность была в Dungeon Keeper, где игрок мог «вселяться» в различных существ.
Перссон был разочарован первыми воплощениями своих идей: в его игре RubyDung полигональные объекты при приближении выглядели непривлекательно; более того, ему не понравилась сама идея игры, где игрок мог контролировать всё происходящее. Черпая вдохновение из классических «рогаликов» NetHack и Ancient Domains of Mystery, Перссон хотел добиться баланса между свободой действий и ощущением опасности и сделать мир таким, чтобы игрок, управляя персонажем, мог исследовать его и преодолевать различные препятствия. Он не знал, как создать сам мир, пока не наткнулся на игру Infiniminer — в тот момент Перссон сказал себе, что как раз эту игру он сам всегда хотел сделать.

Infiniminer вдохновила Маркуса Перссона на создание блочной структуры игрового мира Minecraft

Infiniminer, созданная американским разработчиком Закари Бартом в апреле 2009 года, была многопользовательской соревновательной игрой, где игроки, разделившись на команды, должны были искать и добывать руды в процедурно-сгенерированном мире, чтобы вынести их на поверхность и получить за это очки. Спустя месяц Барт выпустил обновление для Infiniminer, но поскольку код этого обновления не прошёл обфускацию, впоследствии он был декомпилирован и извлечён из двоичных файлов. Утечка исходного кода в Интернет привела к тому, что сторонние разработчики смогли вносить в игру любые изменения. Барт решил, что потерял контроль над своим проектом — в Интернете начнут появляться различные версии Infinitiminer, игроки не смогут играть вместе из-за их несовместимости между собой, — открыл исходный код игры, чтобы поклонники смогли дорабатывать её, и отрёкся от проекта.
Перссон написал первый прототип Minecraft, взяв блочную структуру мира Infiniminer за образец; при этом он использовал фрагменты кода и графики из RubyDung, а также включил в игру модели персонажей из другого своего раннего проекта — Zombie Town. Получившаяся игра представляла собой запускающийся в браузере Java-апплет, написанный с использованием библиотеки графического вывода LWJGL. Тестовая версия Minecraft была опубликована 17 мая 2009 года на форуме TIGSource, в разделе «Feedback» (с англ. — «отзывы»). Перссон разместил в теме снимок экрана геймплея, веб-ссылку на Java-апплет и краткое описание игры: «Основной источник вдохновения — Infiniminer, но с точки зрения игрового процесса она будет больше похожа на Dwarf Fortress. =)». Через несколько минут игроки стали оставлять к игре отзывы, а также делиться скриншотами своих сооружений и предлагать нововведения. Изначально игра называлась Cave Game, позднее Перссон посоветовался с другими пользователями и переименовал её в Minecraft. Это название состоит из двух слов: (to) mine (с англ. — «шахта; добывать») и (to) craft (с англ. — «ремесло; создавать»). Название также является отсылкой к стратегиям в реальном времени Warcraft: Orcs & Humans и StarCraft и ролевой онлайн-игре World of Warcraft, популярным играм компании Blizzard. Некоторое время Minecraft имела подзаголовок Order of the Stone как дань уважения веб-комиксу The Order of the Stick, но в итоге Перссон счёл его лишним. Во время тестирования игры он документировал процесс разработки и советовался с игроками. TIGSource объединял вокруг себя разработчиков инди-игр, таких же, как сам Перссон — благодаря влиянию этого веб-сайта вести об игре распространялись через «сарафанное радио».

### Процесс разработки
Перссон хотел взять некоторые идеи из Wurm Online и начать делать Minecraft таким образом, чтобы она развивалась в сторону симулятора выживания с элементами ролевой игры, предлагая игроку не только конструктор, но и интерактивный фэнтезийный мир. Он размышлял над тем, чтобы Minecraft давала игроку какие-либо вознаграждения за определённые действия: Перссон считал, что просто ходить по миру игры будет неинтересно. В то время Minecraft была далека от его первоначальной задумки: игрок мог только добывать и свободно размещать два типа блоков. В течение месяца Перссон добавил в игру песок, воду, лаву, а также примитивное динамическое освещение и физическую симуляцию жидкостей. Вместо хаотично расположенных блоков стали генерироваться реалистичные ландшафты. Спустя ещё месяц он начал тестировать многопользовательский режим.
С самого начала Перссон обдумывал модель ценообразования, чтобы вместе с Порсером основать игровую студию и продолжить разработку Minecraft в том же темпе. С 12 июня 2009 года одна копия игры стоила 13 $. Чтобы приобрести её, пользователь должен был зарегистрироваться на официальном сайте, а после покупки — скачать специальный клиент. Хотя браузерная версия игры, получившая название Minecraft Classic, оставалась бесплатной, Перссон прекратил обновлять её — теперь обновления могли получать только обладатели платной версии. За первые сутки он продал 15 копий и заработал более 150 долларов. С выходом бета-версии Перссон планировал увеличить стоимость игры до 20 $, а после релиза — до 26 $. Несмотря на то, что он занимался разработкой в одиночку, с ростом популярности Minecraft Перссон стал использовать название Mojang Specifications как студии-разработчика игры.
В августе 2009 года Перссон начал тестировать режим выживания и делать различных мобов. Крипер — самый известный монстр Minecraft — появился случайно при попытке Перссона сделать модель свиньи. Поскольку для создания мобов он использовал язык программирования, а не специальные программы для моделирования, вместо того, чтобы сделать свинью длиннее, Перссон перепутал переменные в коде и сделал её высокой с четырьмя ножками. Далее он наложил на крипера зелёную текстуру и начал работать над его искусственным интеллектом. С декабря 2009 года по февраль 2010 года обновления были выпущены под названиями Indev (от англ. In Development — «в разработке») и Infdev (от англ. Infinite Development — «бесконечная разработка»). Во время разработки игры это были наиболее значимые обновления: в Indev было реализовано создание предметов, а в Infdev — бесконечные миры. После изменения алгоритма генерации миров Перссон столкнулся с его побочным эффектом: если игровой персонаж пройдёт очень большое расстояние от центра карты до его края, то вскоре начнутся лаги, а сама карта будет слишком деформированной. Перссон назвал эту область «далёкими землями» (англ. Far Lands), и ему понравилась идея загадочного места, практически недостигаемого без чит-кодов. Позднее у миров появились границы, а сами далёкие земли были удалены.
Несмотря на то, что Перссон никогда не тратил деньги на рекламу и не распространял Minecraft в интернет-магазинах, популярность проекта росла с каждым днём: в январе 2010 года было зарегистрировано 100 тысяч учётных записей, а в июне того же года продано 20 тысяч копий игры. Он не верил, что продажи будут только расти, поэтому Перссон не спешил увольняться из jAlbum, а лишь перешёл на неполное рабочее время. В рамках альфа-тестирования, запущенного в июне 2010 года, выпускались «секретные обновления» (англ. Secret Updates) по пятницам. Суть этих обновлений была в том, что Перссон не давал никакой информации о них, чтобы игроки могли сами отыскивать новый контент.

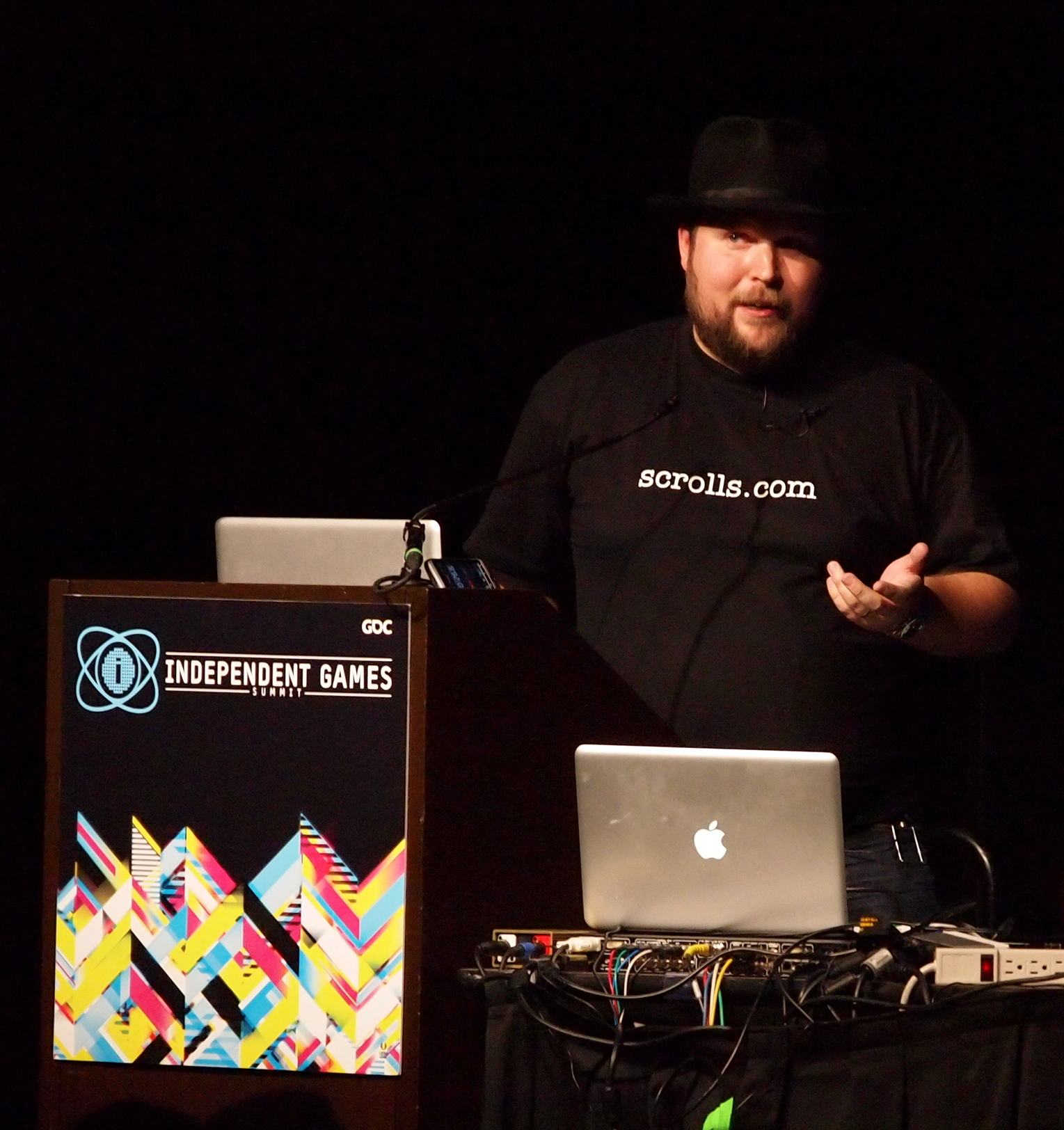
Создатель Minecraft Маркус Перссон на мероприятии Game Developers Conference в 2011 году

В сентябре 2010 года Перссона пригласили в офис американской компании Valve, где он принял участие в тренинге по программированию и встретился с руководителем компании Гейбом Ньюэллом. После тренинга Перссону предложили работу в компании, но он отказался: вместо этого Перссон хотел уволиться из jAlbum и основать игровую студию с Порсером. 17 сентября Перссон связался с Порсером через Skype, и они зарегистрировали акционерное общество (Aktiebolag) Mojang AB. Стартовым капиталом стали деньги, заработанные с продаж копий Minecraft. Поскольку Перссон и Порсер хотели сосредоточиться на разработке игр, а не на бизнесе, они наняли Карла Манне, в прошлом менеджера jAlbum и работодателя Перссона. Манне помог им организовать бизнес в Mojang и вскоре стал генеральным директором студии. С ростом команды в Mojang стали работать бизнес-разработчик Даниэль Каплан, арт-директор Маркус Тойвонен, ведущий программист Йенс Бергенстен и другие сотрудники.
В октябре 2010 года Перссон анонсировал новое измерение, позволяющее игроку быстрее путешествовать, если пройти какое-либо расстояние там и вернуться в обычный мир, подобно методу перемещения в серии романов «Колесо Времени» Роберта Джордана. Изначально Перссон хотел назвать его Адом, но позднее, чтобы избежать религиозной отсылки, он стал рассматривать более оригинальные названия, такие как «Слип» (англ. The Slip) и «Нексус» (англ. The Nexus). В итоге Перссон назвал это измерение Незером и включил его в хэллоуинское обновление. 20 декабря Minecraft перешла в стадию бета-тестирования и получила новый контент: творческий режим, погоду, новые блоки и очки сытости. В марте 2011 года представители Mojang посетили мероприятие Game Developers Conference в Сан-Франциско и встретились там с директорами японско-шведской компании Sony Ericsson (позднее Sony Mobile). Те рассказали им об убытках на фоне жёсткой конкуренции с американской компанией Apple и планах выпустить игровой смартфон Xperia Play. Чтобы новинка пользовалась большим спросом, Sony Ericsson предложила Mojang сделать для смартфона эксклюзивную версию игры и представить её вместе со ним на выставке Electronic Entertainment Expo. Студия согласилась и наняла для этого программиста Арона Ниеминена, бывшего сотрудника Midasplayer. Через три месяца Mojang подписала соглашение с американской корпорацией Microsoft о портировании Minecraft на игровые приставки Xbox 360.
5 октября 2011 года Перссон сообщил в своём твиттере, что вместе с Бергенстеном работает над крупномасштабным обновлением. Он полагал, что в Minecraft должна быть конечная цель, и решил добавить в игру измерение Энд с финальным боссом. В то время вокруг финального босса между разработчиками возникли разногласия: Перссон хотел, чтобы в Minecraft был дракон, Бергенстен же посчитал дракона «самым скучным и неоригинальным выбором». Однако Перссон настоял на своём выборе. В тот момент между студией Mojang и американской компанией ZeniMax Media проходил судебный процесс, поэтому поклонники Minecraft, следящие за сообщениями разработчиков, решили, что дракон был отсылкой к анонсу ролевой игры The Elder Scrolls V: Skyrim. Эндермены — высокие существа с длинными конечностями, обитающие в Энде, — были вдохновлены Слендерменом.

## Выпуск и дальнейшее обновление

### Выпуск игры, смена геймдизайнера (2011—2013)

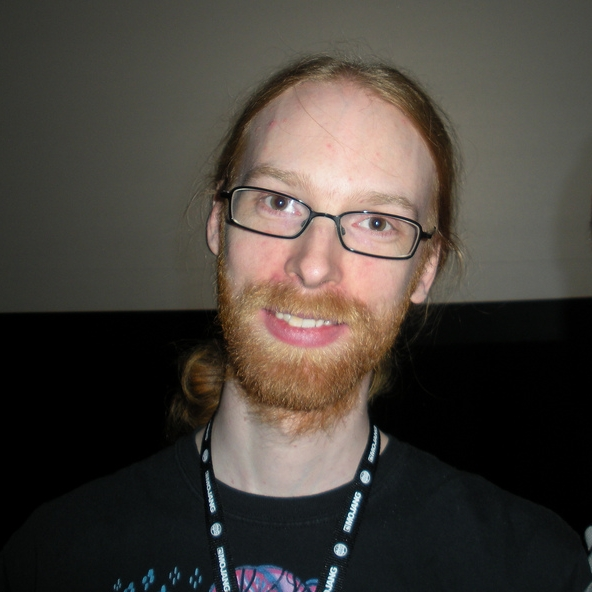
Ведущий разработчик Minecraft Йенс Бергенстен, сменивший Маркуса Перссона в 2011 году

18 ноября 2011 года была выпущена стабильная версия Minecraft для компьютеров Windows, Linux и macOS с распространением через официальный сайт.
16 августа того же года была выпущена версия игры для мобильных устройств Minecraft: Pocket Edition. Изначально она была доступна только на Xperia Play, позднее разработчики адаптировали её для других устройств на базе Android и iOS. В отличие от ПК-версии игры, мобильная была написана на языке программирования C++ и изначально не имела многих элементов геймплея; однако в дальнейшем Mojang стала выпускать обновления для ПК-версии игры, добавляющие контент и исправляющие ошибки, и адаптировать их для других платформ. В декабре Маркус Перссон заявил, что новым геймдизайнером Minecraft будет Йенс Бергенстен, а сам он займётся созданием научно-фантастической «песочницы» 0x10c. Хотя Перссон понимал, что у него вряд ли получится повторить успех Minecraft, он не хотел разрабатывать одну и ту же игру всё время.
В начале 2012 года было выпущено обновление 1.1, добавившее в Minecraft поддержку немецкого, французского, шведского и других языков. В обновлении 1.2, опубликованном в марте того же года, разработчики добавили джунгли, железных големов и кошек, а также улучшили искусственный интеллект мобов и увеличили высоту миров со 128 до 256 блоков. 9 мая 4J Studios разработала версию игры для Xbox 360 на C++ и добавила в неё многопользовательский режим с разделённым экраном, игровые руководства по прохождению и упрощённую систему создания предметов. Если в ПК-версии Minecraft для создание предметов нужно располагать ингредиенты в определённом порядке, то в консольной достаточно нажать по создаваемому предмету, и нужные ингредиенты сами будут использованы. 4 июня в Северной Америке и 28 июня в Европе версия игры для Xbox 360 поступила в продажу на физических носителях.
В обновлении 1.3, опубликованном в августе 2012 года, разработчики добавили режим приключения, торговлю с деревенскими жителями и изумруды как валюту, а также улучшили оптимизацию и реализовали возможность игры по локальной вычислительной сети. 25 октября была выпущена новая версия Minecraft под названием Pretty Scary Update (с англ. — «довольно страшное обновление»), посвящённая Хэллоуину. В игре появились ведьмы, летучие мыши и второй босс Визер. 24 ноября Mojang анонсировала версию игры для одноплатных компьютеров Raspberry Pi, предназначенную для обучения начинающих программистов. Она базируется на Minecraft: Pocket Edition и позволяет учащимся использовать языки программирования для управления игровыми мирами. Эта версия была выпущена 11 февраля 2013 года и вскоре стала доступна для бесплатного скачивания.
| 2009 | Pre-Classic                            |
| 2009 | Classic                                |
| 2009 | Indev                                  |
| 2010 | Infdev                                 |
| 2010 | Alpha                                  |
| 2010 | Beta                                   |
| 2011 | 1.0: Adventure Update                  |
| 2012 | 1.1                                    |
| 2012 | 1.2                                    |
| 2012 | 1.3                                    |
| 2012 | 1.4: Pretty Scary Update               |
| 2013 | 1.5: Redstone Update                   |
| 2013 | 1.6: Horse Update                      |
| 2013 | 1.7: The Update that Changed the World |
| 2014 | 1.8: Bountiful Update                  |
| 2015 |                                        |
| 2016 | 1.9: Combat Update                     |
| 2016 | 1.10: Frostburn Update                 |
| 2016 | 1.11: Exploration Update               |
| 2017 | 1.12: World of Color Update            |
| 2018 | 1.13: Update Aquatic                   |
| 2019 | 1.14: Village & Pillage                |
| 2019 | 1.15: Buzzy Bees                       |
| 2020 | 1.16: Nether Update                    |
| 2021 | 1.17: Caves & Cliffs: Part I           |
| 2021 | 1.18: Caves & Cliffs: Part II          |
| 2022 | 1.19: The Wild Update                  |
| 2023 | 1.20: Trails & Tales                   |
| 2023 | 1.20.3: Bats and Pots                  |
| 2024 | 1.20.5: Armored Paws                   |
| 2024 | 1.21: Tricky Trials                    |
| 2024 | 1.21.2: Bundles of Bravery             |
| 2024 | 1.21.4: The Garden Awakens             |
| 2025 | 1.21.5: Spring to Life                 |
| 2025 | 1.21.6: Chase the Skies                |

| Системные требования    | Системные требования                                                                                                  | Системные требования                                                  |
| ----------------------- | --- | --------------------------------------------------------------------- |
|                         | Минимальные | Рекомендуемые                                                         |
| Windows / macOS / Linux | |                                                                       |
| ОС                      | Windows 7 или выше / OS X Maverick / любые дистрибутивы с 2014 года                                                   | Windows 10 / macOS Sierra / любые дистрибутивы с 2014 года            |
| ЦПУ                     | Intel Core i3-3210 3,2 ГГц / AMD A8-7600 APU 3,1 ГГц или аналогичный                                                  | Intel Core i5-4690 3,5 ГГц / AMD A10-7800 APU 3,5 ГГц или аналогичный |
| Объём ОЗУ               | 4 ГБ | 8 ГБ                                                                  |
| Место на диске          | 1 ГБ | 4 ГБ (рекомендуется SSD)                                              |
| Видеокарта              | Intel HD Graphics 4000 или AMD Radeon R5 (интегрированная) / Nvidia GeForce 400 или AMD Radeon HD 7000 (стационарная) | Nvidia GeForce 700 или AMD Radeon Rx 200 (стационарная)               |

### Создание хостинговой службы, раскол в сообществе игры (2013—2014)
Все мы знаем, что на такой сервис будет большой спрос. Мы никогда не пытались что-то продавать своим игрокам, за исключением самой игры и небольшого количества специализированных товаров, поэтому будет интересно посмотреть, насколько они будут готовы платить за подобный сервис.
В марте 2013 года Mojang запустила закрытое альфа-тестирование хостинговой службы Minecraft Realms, позволяющей брать в аренду серверы для многопользовательской игры. Этот сервис был создан по просьбе родителей, обеспокоенных тем, что их дети играют на небезопасных серверах. Он позволяет создавать свои миры и контролировать доступ к ним. Изначально Realms была бесплатной, однако после альфа-тестирования стоимость подписки на хостинговую службу составила 10—15 $ в месяц.
13 марта 2013 года было выпущено «редстоуновое обновление» (англ. Redstone Update), добавившее в Minecraft блоки для создания логических схем из редстоуна: компаратор, датчик дневного света, активирующие рельсы, сундук-ловушку и так далее. В новой версии игры Horse Update (с англ. — «лошадиное обновление»), опубликованной 1 июля того же года, появились лошади, ослы и мулы. В создании лошадей участвовал разработчик модификации Mo’Creatures, добавляющей в Minecraft различных мобов. 25 октября было выпущено «обновление, изменившее мир» (англ. The Update that Changed the World), добавившее в игру множество новых биомов и растений.
17 декабря в Северной Америке и 18 декабря в Европе Minecraft стала доступна на PlayStation 3. 2 апреля 2014 года игра была адаптирована для потоковых приставок Amazon Fire TV. 14 мая в Северной Америке и 16 мая в Европе версия Minecraft для PlayStation 3 поступила в продажу на физических носителях.
В декабре 2013 года Realms перешла в стадию открытого бета-тестирования. Изначально этот сервис не поддерживал пакеты ресурсов и присоединиться к нему могли только игроки из Швеции. В мае 2014 года Realms стала доступна по всему миру, однако, несмотря на её распространение, многие игроки продолжили создавать свои серверы для извлечения прибыли. По этой причине разработчики стали получать большое количество жалоб от родителей, чьи дети покупали на серверах внутриигровые предметы за реальные деньги. 12 июня Mojang обновила пользовательское соглашение Minecraft, где написано, что владельцы независимых серверов больше не могут продавать внутриигровые предметы, влияющие на игровой процесс. Игроки, возмущённые решением Mojang, стали обвинять студию и Перссона в разрушении сообщества. Кто-то даже сравнивал Mojang с такими алчными компаниями, как Electronic Arts и Activision. На фоне непрекращающихся нападок Перссон написал в своём твиттере, что готов продать кому-нибудь свою долю в Mojang.

Кто-то хочет выкупить мою долю в Mojang, чтобы я мог заняться своей жизнью? Вызывать всеобщую ненависть, пытаясь делать правильные вещи, не мой конёк.
Оригинальный текст (англ.)Anyone want to buy my share of Mojang so I can move on with my life? Getting hate for trying to do the right thing is not my gig.
— Маркус Перссон
Вскоре после публикации твита Манне сообщил Перссону, что с ним связались потенциальные покупатели. Среди них были представители Activision Blizzard, Electronic Arts, Microsoft и других компаний. В сентябре 2014 года стало известно, что Mojang вместе с правами на Minecraft будут проданы Microsoft за 2,5 миллиарда долларов США, поскольку Перссон посчитал условия сделки с этой компанией наиболее выгодными. Сотрудники Mojang были разочарованы решением Перссона, часть из них восприняла сделку как предательство. Чтобы избежать массового увольнения, представители Microsoft предложили по 300 тысяч долларов каждому, кто проработает в студии в течение следующих шести месяцев. Сделка состоялась 15 сентября, после её завершения три основателя Mojang — Маркус Перссон, Карл Манне и Якоб Порсер — покинули студию.
2 сентября 2014 года было выпущено «щедрое обновление» (англ. Bountiful Update), добавившее в Minecraft подводные крепости, новые вариации камня и кроликов.

### Адаптация для других устройств (2014—2017)
После приобретения студии Minecraft стала доступна на Windows Phone. 4 и 5 сентября 2014 года 4J Studios портировала игру на PlayStation 4 и Xbox One. 14 октября в Северной Америке и 15 октября в Европе была выпущена версия Minecraft для PlayStation Vita. 15 июня 2015 года на выставке Electronic Entertainment Expo Microsoft представила версию игры для очков смешанной реальности Hololens. В этих очках игроки могут управлять миром Minecraft, взаимодействуя с голограммами. С 29 июля в рамках бета-тестирования стала доступна мультиплатформенная версия Minecraft для операционной системы Windows 10, поддерживающая несколько устройств ввода, многопользовательскую игру с владельцами мобильных и консольных версий, создание снимков экрана и видеороликов с помощью встроенной функции GameDVR и многое другое. Разработчики этой версии отказались от Java в пользу C++, в связи с чем у игры существенно выросла производительность. 17 декабря была выпущена версия Minecraft для Wii U, поддерживающая многопользовательскую игру с разделённым экраном до четырёх игроков и в режиме онлайн до восьми игроков.
В новой версии игры Combat Update (с англ. — «боевое обновление»), опубликованной 29 февраля 2016 года, появился слот для левой руки и новая механика боя. 8 июня было выпущено «обновление льда и пламени» (англ. Frostburn Update), сфокусированное на улучшении заснеженных биомов и Незера.
17 июня 2016 года в Северной Америке, 23 июня в Японии и 30 июня в Европе версия Minecraft для Wii U поступила в продажу на физических носителях. 14 ноября 2016 года было выпущено «исследовательское обновление» (англ. Exploration Update), добавившее в игру карту для поиска редких структур, тотем бессмертия, лам для перевозки предметов и многое другое. 19 декабря Minecraft была адаптирована для потоковых приставов Apple TV. 18 января 2017 года Mojang прекратила поддержку игры для Windows Phone из-за её низкой популярности на этой платформе. 10 апреля владельцам Windows 10 Edition и Pocket Edition стала доступна торговая площадка Minecraft Marketplace для покупки и размещения пользовательского контента. 27 апреля игра была адаптирована для очков виртуальной реальности Samsung Gear VR. 11 мая Minecraft была портирована на Nintendo Switch. В новой версии игры World of Color Update (с англ. — «обновление „Цветной мир“»), опубликованной 7 июня того же года, появились декоративные блоки различных цветов. 13 сентября была выпущена версия Minecraft для Nintendo 3DS.
Во второй половине 2017 года Mojang совместно с компанией NetEase разработала китайскую версию игры для ПК и мобильных устройств.

### Кроссплатформенное обновление, поддержка трассировки лучей (2017—2022)
20 сентября 2017 года было выпущено кроссплатформенное обновление Better Together, объединившее различные версии Minecraft для разных устройств в единую мастер-версию — общую для Windows 10, iOS, Android, Gear VR, а также Xbox One. Движок новой объединённой версии игры получил название Bedrock Engine; сама эта версия, также позднее известная как Bedrock Edition, стала называться просто Minecraft без уточнений, тогда как старая версия игры, работающая на Java, получила подзаголовок Java Edition. Версии для не охваченных обновлением платформ тоже сопровождались подзаголовками наподобие Wii U Edition. Единство версий Minecraft сделало возможной совместную игру для пользователей с разных устройств. Версия Minecraft для PlayStation 4 ещё долгое время оставалось отдельной, поскольку Sony боялась потерять лидирующую позицию на рынке — кроссплатформенное обновление для PlayStation 4 было выпущено только 10 декабря 2019 года.

Minecraft с поддержкой трассировки лучей

Версия игры для Nintendo 3DS поступила в продажу на физических носителях 10 ноября 2017 года. Физическую копию Minecraft для Nintendo Switch можно было купить лишь 21 июня следующего года. 18 июля 2018 года было выпущено «водное обновление» (англ. Update Aquatic), добавившее в игру множество новых океанов и подводных мобов. 27 марта 2019 года Mojang удалила из Minecraft все упоминания о Перссоне, за исключением титров, предположительно, из-за его резких высказываний на политические и социальные темы в твиттере. 23 апреля было выпущено обновление Village & Pillage (с англ. — «деревня и грабёж»), сфокусированное на улучшении деревень.
В мае 2019 года Mojang выпустила браузерную версию Minecraft, основанную на классической игре 2009 года, в честь десятилетнего юбилея. В этой версии нет мобов и интерфейса для создания предметов — есть только творческий режим с 32 типами блоков. Чтобы поиграть с друзьями, достаточно просто поделиться с ними специальной веб-ссылкой. С 3 декабря владельцы Bedrock Edition могут приобрести подписку Realms Plus, дающую доступ к хостинговой службе Realms. Игроки, приобрётшие эту подписку, также могут воспользоваться более 50 бесплатными наборами пользовательского контента из Minecraft Marketplase. В новой версии игры Buzzy Bees (с англ. — «жужжащие пчёлы»), опубликованной 10 декабря того же года, появилось пчеловодство.
16 апреля 2020 года Mojang совместно с американской компанией Nvidia разработала эксклюзивную версию Minecraft для Windows 10, поддерживающую трассировку лучей. В игре появились реалистичные тени, отражения от воды и металлических поверхностей, преломления лучей в прозрачных блоках, объёмное освещение и множество других эффектов. Ранее Mojang планировала выпустить дополнение Super Duper Graphics Pack для Bedrock Edition, улучшающее визуальную составляющую Minecraft, но отменила его из-за проблем с производительностью на некоторых устройствах. 23 июня было выпущено «обновление Незера» (англ. Nether Update), добавившее в игру множество новых биомов и враждебных мобов для Незера. 22 сентября версия Minecraft для PlayStation 4 получила поддержку шлема виртуальной реальности PlayStation VR. 21 октября Mojang сообщила, что теперь для покупки Java Edition требуется учётная запись Microsoft. 8 июня 2021 года была выпущена первая часть крупномасштабного обновления «Пещеры и скалы» (англ. Caves & Cliffs), добавившая в игру 91 новых блоков и нескольких мобов: коз, светящихся спрутов и аксолотлей. Вторая часть, сфокусированная на улучшении пещер и гор, была выпущена 30 ноября того же года. Изначально Mojang планировала выпустить обновление «Пещеры и скалы» целиком, однако из-за сжатых сроков его пришлось разделить на две части.
7 июня 2022 года было выпущено «дикое обновление» (англ. The Wild Update), добавившее в игру новых мобов и два биома: тёмные подземелья и мангровые болота. В этом обновлении также должны были появиться светлячки как пища для лягушек и новый берёзовый лес, однако разработчики решили отложить свои идеи в «долгий ящик». Во время анонса The Wild Update многие игроки сообщали, что в реальной жизни лягушки не едят светлячков, и такая возможность в Minecraft будет неправдоподобной. От берёзового леса остались только концепт-арты — разработчики не стали добавлять его, чтобы сосредоточиться на других нововведениях.

### Введение системы жалоб, петиция об отмене голосования (2022—2023)
В июле 2022 года в предварительной версии Minecraft появилась система жалоб. Теперь в многопользовательском режиме любой игрок может пожаловаться на сообщение в чате, после чего оно будет рассмотрено модераторами Mojang. Эта система была воспринята игроками негативно, поскольку она работает на всех серверах, а не только на официальных. Хештег «SaveMinecraft», призывающий разработчиков убрать нововведение, стал одним из самых популярных в Твиттере; однако, несмотря на это, система жалоб всё равно была включена в обновление. Позднее были выпущены модификации, убирающие эту функцию.
15 октября 2022 года было анонсировано обновление 1.20. В игре появятся верблюды, блоки из бамбука и интерактивные книжные полки. В феврале 2023 года разработчики сообщили, что обновление 1.20 добавит в игру систему археологии — ранее анонсированное нововведение Caves & Cliffs.
7 октября 2023 года игроки создали петицию с требованием отменить голосование за новых мобов Minecraft, поскольку подобная практика разделяет сообщество — они хотели бы видеть в игре всех мобов сразу. За неделю она набрала свыше 400 тысяч голосов. 15 октября во время трансляции Minecraft Live разработчики анонсировали обновление 1.21: в игре появится автоверстак, вариации блоков из меди и туфа и новый моб «Бриз».

## Звук и саундтрек

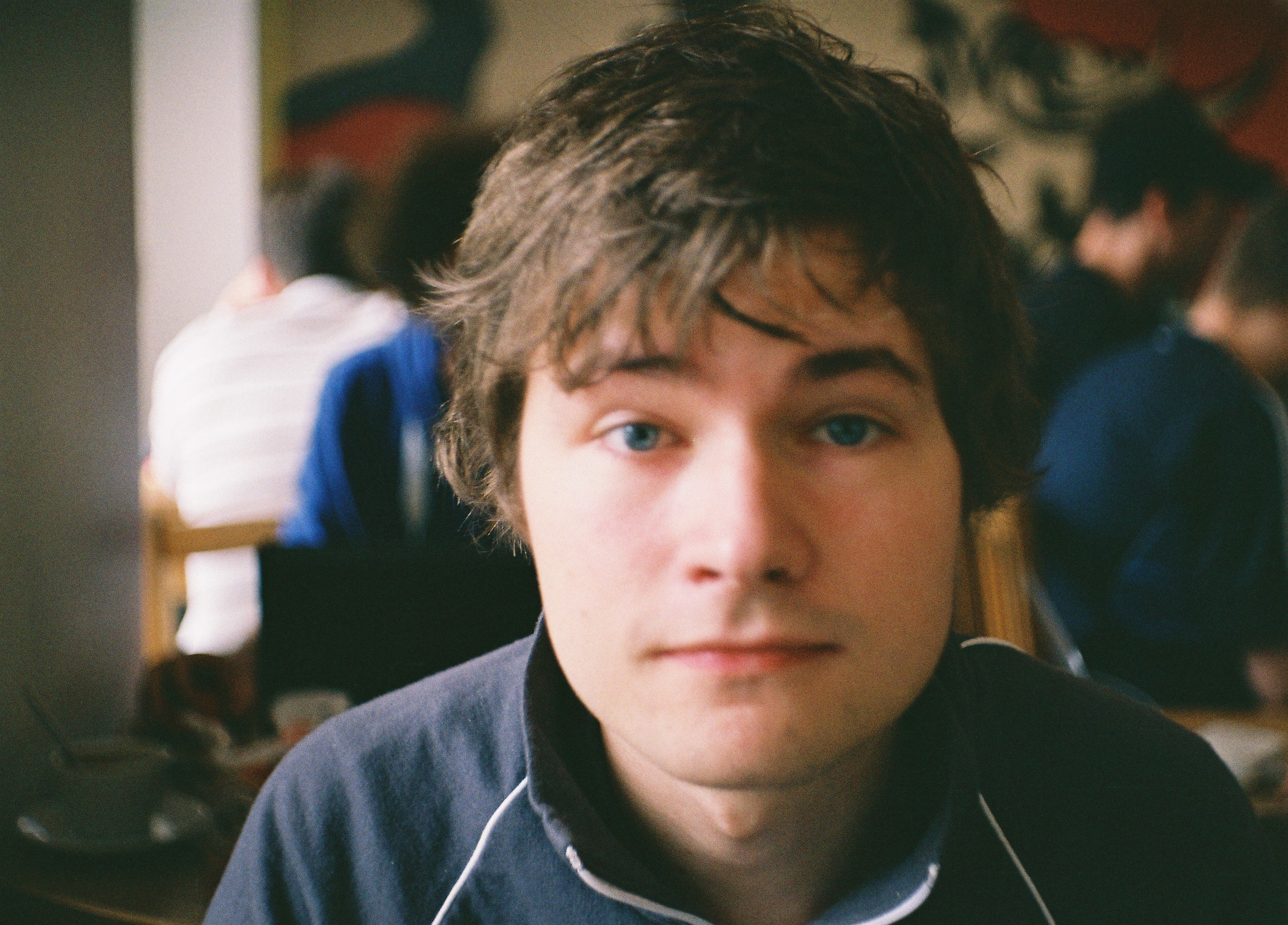
Даниэль Розенфельд (C418) в 2011 году

Основным композитором Minecraft выступил немецкий музыкант Даниэль Розенфельд, более известный под псевдонимом C418.
Саундтрек, выполненный в жанре «эмбиент», напоминает музыку Брайана Ино и Вангелиса, а также циклически повторяющиеся звуковые фрагменты Стивена Райха. В Minecraft треки играют в случайном порядке и с разной периодичностью, независимо от месторасположения и/или действий игрока. Розенфельд хотел сделать музыку ненавязчивой, но запоминающейся в определённые моменты игры, например когда игрок строит дом во время заката солнца или натыкается на алмазы в пещере.
Розенфельд познакомился с Перссоном в интернет-чате IRC. Перссону понравилась музыка Розенфельда, а Розенфельду — проект Перссона, и в итоге они решили начать работать вместе. Музыкант, имея полную творческую свободу, сразу решил, что выберет музыку определённого стиля, «поскольку всё было в низком разрешении и таким квадратным». Изначально игра могла воспроизводить лишь двухсекундные записи звуков и не могла проигрывать две разных записи одновременно; желание Розенфельда написать разное музыкальное сопровождение, например, для поверхности земли и для пещер упиралось в неспособность игры на этом этапе развития различать, находится ли игровой персонаж в пещере или под открытым небом. Свои ограничения налагал и игровой процесс: Розенфельд намеревался сочинить «эпическую» музыкальную тему для сражений, но оказалось, что битвы в Minecraft длятся лишь несколько секунд и быстро заканчиваются. Для работы над музыкой Розенфельд использовал программный пакет Ableton Live, синтезаторы Moog Voyager и Prophet 8, а также огромное количество программных плагинов VST. Для него популярность игры — и его собственной музыки — была неожиданной: в интервью журналу Vice в 2014 году Розенфельд говорил, что ему до сих пор трудно осознать, что люди могут давать ему деньги не потому, что им нравится он сам, а потому, что его музыка чего-то стоит.
Розенфельд также записал все звуковые эффекты для Minecraft, — как, например, звуки шагов, размещения или разрушения блоков, — используя разнообразные приёмы работы шумовика. Так, для озвучивания мобов-пауков Розенфельд пересмотрел на YouTube множество видео с реальными пауками, рассудил, что эти существа должны издавать шипящие звуки, и в итоге остановился на звуке работающего пожарного шланга.
Для обновления Nether Update, выпущенного в 2020 году, три трека под названиями «Rubedo», «Chrysopoeia» и «So Below» записала композитор Лена Рейн, более известная как автор музыки к игре Celeste. Все три трека можно услышать в Незере, параллельном измерении Minecraft. По словам Рейн, она задумывала каждую из этих композиций как последовательное изменение эмоций или путешествие в этом потустороннем мире из одного места в другое: «в Незере есть нечто прекрасное, но и устрашающее тоже — и в деталях, и в масштабе». В 2021 году Рейн вместе с Куми Таниокой — композитором серии игр Final Fantasy Crystal Chronicles — записала саундтрек к обновлению Caves & Cliffs. Саундтрек для обновления Wild Update записала Лена Рейн совместно с Самуэлем Обергом, ведущим саунд-дизайнером игры. В 2023 году для обновления Trails & Tales композитор Аарон Шероф записал 5 треков. В обновлении 1.21, известным как Tricky Trials, все музыкальные исполнители (за исключением C418) поработали над новым саундтреком к игре, также в игре появились три новые пластинки от Лены Рейн, Куми Таниоки и Аарона Шерофа. В 2025 году сборник Minecraft — Volume Alpha Даниэля Розенфельда был включён в Национальный реестр аудиозаписей библиотеки Конгресса США так как, по мнению инициаторов, он обладает «культурной, исторической и эстетической значимостью». Чуть позже, в мае этого же года, был анонсирован выход новой эмбиентной музыки, а также пластинки «Tears» от музыкального исполнителя Эймоса Родди, этим летом.
| №                   | Название                 | Длительность |
| ------------------- | ------------------------ | ------------ |
| 1.                  | «Key»                    | 1:05         |
| 2.                  | «Door»                   | 1:51         |
| 3.                  | «Subwoofer Lullaby»      | 3:28         |
| 4.                  | «Death»                  | 0:41         |
| 5.                  | «Living Mice»            | 2:57         |
| 6.                  | «Moog City»              | 2:40         |
| 7.                  | «Haggstrom»              | 3:24         |
| 8.                  | «Minecraft»              | 4:14         |
| 9.                  | «Oxygène»                | 1:05         |
| 10.                 | «Équinoxe»               | 1:54         |
| 11.                 | «Mice on Venus»          | 4:41         |
| 12.                 | «Dry Hands»              | 1:08         |
| 13.                 | «Wet Hands»              | 1:30         |
| 14.                 | «Clark»                  | 3:11         |
| 15.                 | «Chris»                  | 1:27         |
| 16.                 | «Thirteen»               | 2:56         |
| 17.                 | «Excuse»                 | 2:04         |
| 18.                 | «Sweden»                 | 3:35         |
| 19.                 | «Cat»                    | 3:06         |
| 20.                 | «Dog»                    | 2:25         |
| 21.                 | «Danny»                  | 4:14         |
| 22.                 | «Beginning»              | 1:42         |
| 23.                 | «Droopy Likes Ricochet»  | 1:36         |
| 24.                 | «Droopy Likes Your Face» | 1:56         |
| Общая длительность: | Общая длительность:      | 58:59        |

| №                   | Название             | Длительность |
| ------------------- | -------------------- | ------------ |
| 1.                  | «Ki»                 | 1:32         |
| 2.                  | «Alpha»              | 10:03        |
| 3.                  | «Dead Voxel»         | 4:56         |
| 4.                  | «Blind Spots»        | 5:32         |
| 5.                  | «Flake»              | 2:50         |
| 6.                  | «Moog City 2»        | 3:00         |
| 7.                  | «Concrete Halls»     | 4:14         |
| 8.                  | «Biome Fest»         | 6:18         |
| 9.                  | «Mutation»           | 3:05         |
| 10.                 | «Haunt Muskie»       | 6:01         |
| 11.                 | «Warmth»             | 3:59         |
| 12.                 | «Floating Trees»     | 4:04         |
| 13.                 | «Aria Math»          | 5:10         |
| 14.                 | «Kyoto»              | 4:09         |
| 15.                 | «Ballad of the Cats» | 4:35         |
| 16.                 | «Taswell»            | 8:35         |
| 17.                 | «Beginning 2»        | 2:56         |
| 18.                 | «Dreiton»            | 8:17         |
| 19.                 | «The End»            | 15:04        |
| 20.                 | «Chirp»              | 3:06         |
| 21.                 | «Wait»               | 3:54         |
| 22.                 | «Mellohi»            | 1:38         |
| 23.                 | «Stal»               | 2:32         |
| 24.                 | «Strad»              | 3:08         |
| 25.                 | «Eleven»             | 1:11         |
| 26.                 | «Ward»               | 4:10         |
| 27.                 | «Mall»               | 3:18         |
| 28.                 | «Blocks»             | 5:43         |
| 29.                 | «Far»                | 3:12         |
| 30.                 | «Intro»              | 4:36         |
| Общая длительность: | Общая длительность:  | 2:20:48      |

| №                   | Название               | Длительность |
| ------------------- | ---------------------- | ------------ |
| 1.                  | «Chrysopoeia»          | 5:03         |
| 2.                  | «Rubedo»               | 5:12         |
| 3.                  | «So Below»             | 5:19         |
| 4.                  | «Pigstep (Mono Mix)»   | 2:28         |
| 5.                  | «Pigstep (Stereo Mix)» | 2:28         |
| Общая длительность: | Общая длительность:    | 20:32        |

| №                   | Название              | Автор(ы)            | Длительность |
| ------------------- | --------------------- | ------------------- | ------------ |
| 1.                  | «Stand Tall»          | Лена Рейн           | 5:08         |
| 2.                  | «Left to Bloom»       | Лена Рейн           | 5:42         |
| 3.                  | «Ancestry»            | Лена Рейн           | 5:43         |
| 4.                  | «Wending»             | Лена Рейн           | 5:14         |
| 5.                  | «Infinite Amethyst»   | Лена Рейн           | 4:31         |
| 6.                  | «One More Day»        | Лена Рейн           | 4:38         |
| 7.                  | «Otherside»           | Лена Рейн           | 3:15         |
| 8.                  | «Floating Dream»      | Куми Таниока        | 3:25         |
| 9.                  | «Comforting Memories» | Куми Таниока        | 4:35         |
| 10.                 | «An Ordinary Day»     | Куми Таниока        | 5:31         |
| Общая длительность: | Общая длительность:   | Общая длительность: | 47:46        |

| №                   | Название            | Автор(ы)            | Длительность |
| ------------------- | ------------------- | ------------------- | ------------ |
| 1.                  | «Firebugs»          | Лена Рейн           | 5:12         |
| 2.                  | «Aerie»             | Лена Рейн           | 4:56         |
| 3.                  | «Labyrinthine»      | Лена Рейн           | 5:24         |
| 4.                  | «Five»              | Самуэль Оберг       | 2:58         |
| Общая длительность: | Общая длительность: | Общая длительность: | 18:30        |

| №                   | Название            | Автор(ы)            | Длительность |
| ------------------- | ------------------- | ------------------- | ------------ |
| 1.                  | «Echo in the Wind»  | Аарон Шероф         | 4:56         |
| 2.                  | «A Familiar Room»   | Аарон Шероф         | 4:01         |
| 3.                  | «Bromeliad»         | Аарон Шероф         | 5:12         |
| 4.                  | «Crescent Dunes»    | Аарон Шероф         | 4:08         |
| 5.                  | «Relic»             | Аарон Шероф         | 3:38         |
| Общая длительность: | Общая длительность: | Общая длительность: | 21:55        |

| №                   | Название                      | Автор(ы)            | Длительность |
| ------------------- | ----------------------------- | ------------------- | ------------ |
| 1.                  | «Featherfall»                 | Аарон Шероф         | 5:44         |
| 2.                  | «Watcher»                     | Аарон Шероф         | 5:32         |
| 3.                  | «Puzzlebox»                   | Аарон Шероф         | 4:59         |
| 4.                  | «komorebi»                    | Куми Таниока        | 4:47         |
| 5.                  | «pokopoko»                    | Куми Таниока        | 5:04         |
| 6.                  | «yakusoku»                    | Куми Таниока        | 4:31         |
| 7.                  | «Deeper»                      | Лена Рейн           | 5:03         |
| 8.                  | «Eld Unknown»                 | Лена Рейн           | 4:56         |
| 9.                  | «Endless»                     | Лена Рейн           | 6:42         |
| 10.                 | «Creator»                     | Лена Рейн           | 2:57         |
| 11.                 | «Creator (Music Box Version)» | Лена Рейн           | 1:14         |
| 12.                 | «Precipice»                   | Аарон Шероф         | 4:59         |
| Общая длительность: | Общая длительность:           | Общая длительность: | 56:28        |

| №                   | Название            | Автор(ы)            | Длительность |
| ------------------- | ------------------- | ------------------- | ------------ |
| 1.                  | «Lilypad»           | Эймос Родди         | 3:55         |
| 2.                  | «Below and Above»   | Эймос Родди         | 3:32         |
| 3.                  | «O's Piano»         | Эймос Родди         | 4:35         |
| 4.                  | «Broken Clocks»     | Эймос Родди         | 3:33         |
| 5.                  | «Fireflies»         | Эймос Родди         | 2:35         |
| 6.                  | «Tears»             | Эймос Родди         | 2:55         |
| Общая длительность: | Общая длительность: | Общая длительность: | 21:08        |

## Модификации
Для Minecraft существует более тысячи модификаций, создаваемых сообществом игроков независимо от разработчиков самой игры. Модификации являются одной из главных причин коммерческого успеха Minecraft, а сообщество игроков, занимающееся разработкой дополнений к Minecraft, признано одним из самых активных. С помощью модификаций можно вносить любые измерения в игру и добавлять новый контент: блоки, предметы, мобов и так далее.

## Восприятие

### Оценки и мнения
| Сводный рейтинг       | Сводный рейтинг |
| Агрегатор             | Оценка |
| --------------------- | --- |
| GameRankings          | 92,79 % (PC) 83,54 % (X360) 88,00 % (NS)                                                                                           |
| Metacritic            | 62/100 (3DS) 86/100 (NS) 93/100 (PC) 86/100 (PS3) 89/100 (PS4) 84/100 (VITA) 77/100 (WIIU) 82/100 (X360) 88/100 (XONE) 53/100 (PE) |
| Иноязычные издания    | |
| Издание               | Оценка |
| 1UP.com               | A+ |
| Destructoid           | 6,0/10 (3DS) 5,5/10 (WIIU) 7,5/10 (X360)                                                                                           |
| Eurogamer             | 10/10 (PC) 9/10 (X360) |
| GameSpot              | 8,5/10 (PC) 8,0/10 (PS3) 9,0/10 (PS4) 7,0/10 (X360) 9,0/10 (XONE)                                                                  |
| IGN                   | 6,5/10 (3DS) 9,5/10 (NS) 9,0/10 (PC) 9,5/10 (PS3) 9,7/10 (PS4) 9,5/10 (VITA) 8,5/10 (X360) 9,7/10 (XONE) 7,5/10 (PE)               |
| Nintendo Life         | 6/10 (3DS) 9/10 (NS) 8/10 (WIIU)                                                                                                   |
| Slide to Play         | 2/4 (PE) |
| TouchArcade           | (PE) |
| Русскоязычные издания | |
| Издание               | Оценка |
| StopGame.ru           | «Изумительно» |
| «Домашний ПК»         | [ 164 ] |
| «Игромания»           | 9,5/10 (PC) 7,5/10 (PS3) |
| «Игры Mail.ru»        | 9,0/10 (X360) |
| «Страна игр»          | 8,0/10 |

Первая версия Minecraft, выпущенная для персональных компьютеров, получила всеобщее признание среди критиков.
По мнению Энтони Гальегоса, рецензента веб-сайта IGN, ни одна другая игра не раскрывает творческий потенциал, как Minecraft. Он похвалил эстетику и стиль игры и написал, что минималистичная графика выделяет Minecraft на фоне других проектов и вызывает ностальгию по эпохе 8-битных приставок. Другим её достоинством Гальегос назвал режим выживания, где, в отличие от многих других игр, нельзя, например, просто накопить деньги и купить дом — для этого нужно найти ресурсы и построить его самому. Он раскритиковал Minecraft за настройку многопользовательского режима, осуществляемую кропотливыми шагами, но подчеркнул, что совместная игра с друзьями ещё приятнее, чем одиночный режим.
Рецензент «Игромании» Максим Еремеев назвал Minecraft «главным инди-чудом современности», отметив её реиграбельность, оригинальность и простоту в освоении. По его словам, несмотря на «примитивную» графику и мелкие детали, делающие игровой мир неестественным, игрока всё равно не покидает ощущение, что всё происходит на самом деле. Еремеев связывает это с тем, что в игре его персонаж не делает ничего необычного: он появляется в процедурно сгенерированном мире, полном опасностей и возможностей, и просто пытается выжить. Еремеев также похвалил игру за её непредсказуемость: персонаж в любой момент может встретиться с противниками или упасть в глубокую пещеру во время добывания блоков.
Натан Менье в своей рецензии на GameSpot назвал «крафтинг» важнейшей частью Minecraft, делающую исследование мира увлекательным: для создания каждого предмета нужно искать определённые ингредиенты — и под землёй, и на поверхности. По его мнению, серьёзным недостатком игры является отсутствие справочного материала, где игрок мог бы посмотреть, как правильно раскладывать ингредиенты. Менье указал на частое возникновение проблем с отображением текстур и наличие игровых элементов, кажущихся недоработанными: например, в первой версии Minecraft деревенские жители не могли взаимодействовать с игроком, а очки опыта были нужны только для зачаровывания некоторых предметов.
Версия игры для мобильных устройств Minecraft: Pocket Edition получила смешанные отзывы критиков.
Рецензент IGN Джастин Дэвис назвал эту версию «огромным разочарованием»: в игре нет ни очков сытости, ни возможности добывать ресурсы и создавать предметы — есть только творческий режим, где у игрока есть доступ к 27 типам блоков и нескольким предметам в неограниченном количестве. Другим её недостатком он посчитал «безжизненный» игровой мир, не имеющий враждебных мобов и смены времени суток. Однако, несмотря на отсутствие многих элементов геймплея, Дэвис похвалил адаптацию управления Minecraft к сенсорным экранам: например, в игре не нужно в лишний раз нажимать пальцем, чтобы игровой персонаж поднялся на один блок, поскольку он сделает это сам. Девин Уилсон в своей рецензии на Slide to Play раскритиковал Pocket Edition за технические ограничения: разработчики уменьшили дальность прорисовки объектов и размер игровых миров, а также вырезали скайбокс. Среди достоинств этой версии он выделил интуитивно понятное управление и простую настройку многопользовательской игры через Wi-Fi, однако посчитал её стоимость завышенной: после выпуска она мало чем отличалась от бесплатной версии Minecraft, доступной в браузере. С выходом крупных обновлений Pocket Edition стала получать более положительные отзывы: например, Брайан Альберт в новой рецензии на IGN поднял оценку игре с 5 до 7,5 баллов из 10. Хотя разработчики не вернули в Pocket Edition весь контент из ПК-версии игры, они добавили враждебных мобов и упрощённую систему создания предметов, не требующую от игрока расположения ингредиентов.
Критики в целом положительно отнеслись к консольной версии Minecraft, хотя она не получила столько же похвал, как ПК-версия игры.
Рецензент IGN Энтони Гальегос написал, что, несмотря на упрощённый «крафтинг» и отсутствие творческого режима, в версии Minecraft для Xbox 360 есть режим обучения и всплывающие подсказки. Другим её достоинством он посчитал поддержку многопользовательской игры через онлайн-сервис Xbox Network или с помощью разделённого экрана до четырёх игроков. Джим Стерлинг из Destructoid, обозревая эту версию, похвалил управление с помощью геймпада, но отметил, что игрокам, привыкшим к клавиатуре и мыши, оно может показаться сложным в освоении. Он раскритиковал игру за неудобный инвентарь и отсутствие поддержки пользовательских модификаций. Антон Белый в своей рецензии на «Игромании» написал, что версия игры для PlayStation 3 является точной копией версии игры для Xbox 360, выпущенной почти два года назад. По его мнению, без обновлений «феномен успеха Minecraft понемногу выцветает». Белый похвалил версию игры для PlayStation 3 за геймплей и визуальный ряд, сохранившиеся с ПК-версии игры, но раскритиковал ведение боя: сражения кажутся скучными даже при большом разнообразии противников и оружия. Рецензент GameSpot Кэмерон Вулси написал, что хотя обе версии не различаются по геймплею, в версии Minecraft для PlayStation 3 нет множество пакетов текстур, меняющих внешний вид блоков, предметов, мобов и интерфейса. Среди других её недостатков он выделил низкое качество детализации удалённых объектов и плохую оптимизацию: игра нередко «замирает» во время дождя или снегопада. Многие ошибки и недочёты были исправлены в версиях Minecraft для Xbox One и PlayStation 4: разработчики добавили сглаживание текстур, оптимизировали игру, вернули вырезанный контент и многое другое.

### Награды и номинации

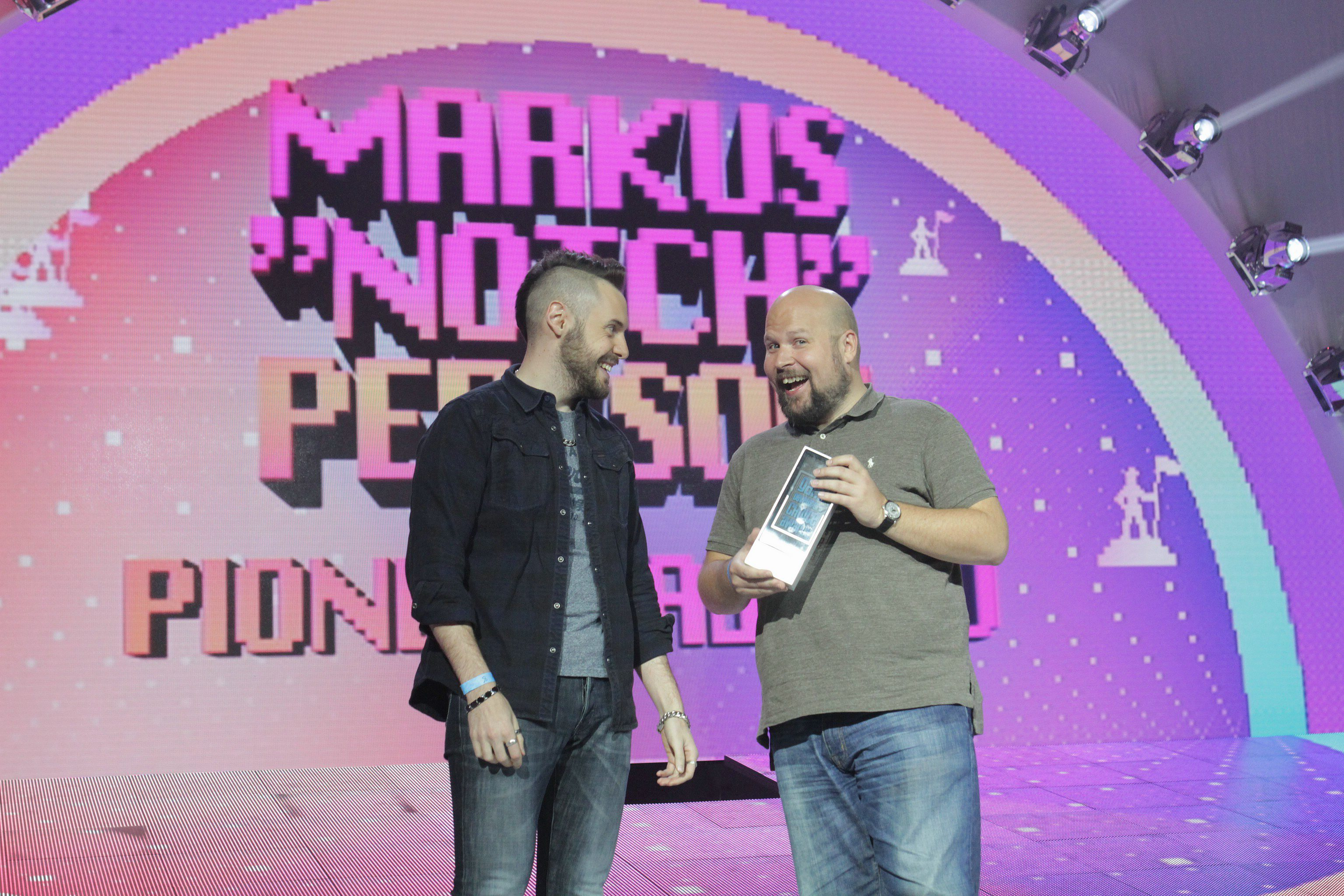
Маркус Перссон на церемонии вручения премий Game Developers Choice Awards в 2016 году

Minecraft уже на этапе бета-тестирования участвовала на различных выставках и мероприятиях и получала множество наград и номинаций. В марте 2011 года на фестивале Independent Games Festival игра получила гран-при Джеймса Макнелли и приз зрительских симпатий, тогда как на церемонии Game Developers Choice Awards проект завоевал награды в номинациях «Инновация», «Лучший дебют» и «Лучшая загружаемая игра». 29 октября 2011 года Minecraft была удостоена премии GameCity за «достижения в игровой индустрии и вклад в популярную культуру», а 7 декабря того же года была признана лучшей независимой игрой на церемонии Spike Video Game Awards. В марте 2012 года на церемонии вручения Премий Британской Академии в области видеоигр проект участвовал в номинации «Игра 2011 года», в то время как его создатель Маркус Перссон получил от организации специальный приз. 26 октября 2012 года консольная версия Minecraft получила награду Golden Joystick Awards в номинации «Лучшая загружаемая игра», а в 7 ноября того же года — награду TIGA Games Industry Awards в номинации «Лучшая аркадная игра». 23 ноября 2014 года на церемонии вручения Детских премий Британской Академии проект был назван лучшей игрой по результатам голосования, проводившегося среди детей в возрасте от 7 до 14 лет. 12 марта 2015 года версия для игровых приставок получила Премию Британской Академии в области видеоигр в номинации «Лучшая семейная игра». 16 марта 2016 года на церемонии Game Developers Choice Awards Маркус Перссон получил награду за «прорыв в области технологий и геймдизайна».
Minecraft неоднократно попадала в списки лучших игр как по мнению критиков, так и самих игроков. 23 августа 2016 года Minecraft заняла 6 место в списке 50 лучших игр всех времён по версии американского журнала Time, а 19 сентября 2019 года — 1 место в списке 50 лучших игр XXI века по версии британского издания The Guardian.

## Популярность

### Продажи и рейтинги
В начале 2011 года количество проданных копий Minecraft составляло более миллиона после прохождения этапа бета-тестирования. В это же время у игры отсутствовал издатель и финансовая поддержка, а реклама осуществлялась с помощью молвы и бесплатных публикаций в популярных игровых изданиях, таких как веб-комикс Penny Arcade. К апрелю 2011 года Маркус Перссон подсчитал, что выручка достигла 33 миллионов $, полученных с продаж 800 000 копий альфа-версии и более миллиона копий бета-версии. В ноябре 2011 года, до выпуска полноценной версии, количество зарегистрированных пользователей Minecraft превысило 16 миллионов, а количество покупок — 4 миллиона. К марту 2012 года Minecraft заняла 6 место в списке самых продаваемых игр всех времён для персональных компьютеров. По состоянию на 10 октября 2014 года было продано 17 миллионов копий Minecraft для персональных компьютеров, став самой продаваемой игрой на данной платформе всех времён, количество проданных копий на всех платформах составляло около 60 миллионов, что сделало Minecraft одной из самых продаваемых игр всех времен, уступив лишь Tetris. 25 февраля 2014 года игра достигла 100 миллионов зарегистрированных пользователей. В 2016 году игра пересекла отметку в 100 миллионов проданных копий на всех платформах; в 2018—154 миллиона, при этом каждый месяц в игру заходил 91 миллион уникальных игроков. На 2019 год эти показатели составили 176 миллионов проданных копий и 112 миллионов игроков, запускавших игру хотя бы раз в месяц. Летом 2020 игра пересекла отметку 200 миллионов проданных копий и поставила рекорд 126 миллионов игроков в месяц. 3 октября 2020 года в рамках трансляции Minecraft Live разработчики сообщили, что в игру играют более 132 миллионов игроков в месяц.
В 2012 году консольное издание Minecraft в первый день выпуска преодолело в Xbox Live 400 000 игроков онлайн. В течение недели через Xbox Live было продано миллион копий игры. В декабре 2012 года GameSpot заявил, что в Xbox Live продано свыше 4,48 миллионов копий Minecraft. В 2012 году Minecraft была одной из самых популярных игр в Xbox Live на основе среднего значения, которое высчитывается по числу уникальных посетителей в день, уступив лишь Call of Duty: Black Ops II, Call of Duty: Modern Warfare 3 и Halo 4. По состоянию на 4 апреля 2014 года было продано 12 миллионов копий издания для Xbox 360. Параллельно «Minecraft: Pocket Edition» достигло 21 миллиона проданных копий. Версия для PlayStation 3 была продана в количестве 1 миллион копий за пять недель. Выпуск издания «Minecraft: PlayStation Edition» для PlayStation Vita увеличил продажи копий на 79 %, что является более высоким показателем, в отличие от продаж копий на PlayStation 3 и PlayStation 4. В Японии версия для PlayStation Vita была продана в количестве 100 000 копий в течение первых двух месяцев. К январю 2015 года 500 000 копий игры были проданы в Японии на всех игровых приставок PlayStation. По состоянию на второй квартал 2015 года продажи копий Minecraft принесли Microsoft прибыль в размере 63 миллионов долларов.
В 2021 году в Minecraft играли 140 миллионов человек ежемесячно, что на 30 % больше, чем в прошлом году. Сатья Наделла, генеральный директор Microsoft, сообщил, что модификации и аддоны к игре были скачаны более 1 миллиарда раз, тогда как их разработчики заработали с них более 350 миллионов $. В 2022 году в Minecraft играют более 170 миллионов игроков ежемесячно.

### Влияние
Социальные веб-сайты, такие как YouTube, Facebook и Reddit, сыграли значительную роль в популяризации Minecraft. Исследование, проведённое в школе коммуникаций имени Анненберга при Пенсильванском университете, свидетельствует о том, что одна треть игроков в Minecraft узнали о данной игре посредством просмотров видеороликов. В 2010 году видеоролики, снятые во время игрового процесса Minecraft и часто подкреплённые комментариями, появились на YouTube. Обычно видеоролики содержат кадры захвата экрана монитора во время игрового процесса и голос за кадром. Содержание видеороликов включает в себя результаты творческой деятельности игроков, обучение и советы по игре, а также пародии на произведения в популярной культуре. К маю 2012 года на YouTube было загружено более 4 миллионов видеороликов, посвящённых Minecraft. Некоторые создатели аналогичного контента устроились на работу в Machinima Inc. — студию, выпускающую развлекательный контент на YouTube в виде фильмов на основе компьютерных игр. Также компания Yogscast, специализирующаяся на производстве развлекательного контента и выпуске компьютерных игр, обладает каналом на YouTube, который набрал миллиарды просмотров, а их выступление на MineCon 2011 имело самую высокую посещаемость.
6 июня 2012 года было выпущено издание LEGO на основе Minecraft — Lego Minecraft. Данный конструктор построен вокруг игрового персонажа по умолчанию и крипера. В декабре 2011 года Mojang AB представила концепцию товаров игры компании LEGO для программы Lego Ideas, ранее носившей название Lego Cuusoo, от которой она быстро получила 10 тысяч голосов пользователей, что способствовало пересмотру концепции компанией LEGO. В январе 2012 года Lego Ideas утвердила концепцию и начала разработку наборов на основе Minecraft. 1 сентября 2013 года были выпущены два набора — «Nether» и «Village». В июне 2014 года были выпущены наборы «Micro World» и «The End». В ноябре 2014 года стали доступны ещё шесть наборов.
Mojang AB сотрудничает с Jinx — онлайн-магазином товаров для игр, в котором продаются специализированные товары Minecraft, такие как одежда и игрушки. К маю 2012 года было продано товаров на сумму более 1 миллиона $. Наиболее популярными были футболки и носки. В марте 2013 года Mojang AB подписала контракт с Egmont Group — детским книжным издательством, для создания руководств по прохождению игры, ежегодников, плакатов, книг и журналов. В феврале 2022 года вышла коллаборация Minecraft со спортивным брендом PUMA. В коллекцию вошли предметы гардероба и обувь, на которых была нанесена символика игры Minecraft.
В 2012 году Нью-Йоркский музей современного искусства добавил в свою коллекцию 14 видеоигр, среди которых есть Minecraft.

## Minecon
Minecon представляет собой ежегодное общественное мероприятие, посвящённое Minecraft. Впервые Minecon был проведён 31 августа 2010 года в небольшом парке в Белвью, штат Вашингтон. Перед тем, как организовать его, Маркус Перссон спросил в своём блоге, есть ли среди его подписчиков игроки, желающие встретиться с ним в районе Сиэтла. Мероприятие посетили более 50 человек; во время встречи Перссон отвечал на различные вопросы, рассказывал о дальнейшей судьбе игры и планах создать игровую студию с Якобом Порсером.
Второй Minecon, посвящённый официальному выпуску Minecraft, прошёл с 18 по 19 ноября 2011 года в казино отеля Мандалай-Бэй в Лас-Вегасе — в нём приняли участие 5 тысяч человек. На мероприятии были выступления разработчиков игры, в том числе Перссона; строительные и костюмированные конкурсы; тематические секционные учебные занятия; выставки ведущих игровых и связанных с Minecraft компаний; специализированные товары и отдельно выделенное время для автографов и фотографий с сотрудниками Mojang, а также известными участниками игрового сообщества. В завершение мероприятия была проведена масштабная вечеринка с участием канадского диджея Дедмауса. Следующий Minecon прошёл с 24 по 25 ноября 2012 года в парижском Диснейленде. Посетители, приобретшие билет, могли бесплатно посетить парк развлечений и вечеринку в комплексе студий Cité du Cinéma. Четвёртый Minecon стал последним с участием Перссона — мероприятие было проведено с 2 по 3 ноября 2013 года в конференц-центре округа Ориндж, штат Флорида. Через два года в Лондоне прошёл пятый Minecon — мероприятие с более 10 тысячами посетителей было включено в Книгу рекордов Гиннесса как самый большой съезд игроков, посвящённый одной компьютерной игре. Шестой Minecon был проведён с 24 по 25 сентября 2016 года в конференц-центре Анахайма, штат Калифорния.
В последующие годы вместо игровых конвентов были интерактивные онлайн-трансляции Minecon Earth, где разработчики рассказывали о планируемых нововведениях и проводили связанные с ними голосования, например: в 2017 году игроки могли проголосовать за добавление одного из четырёх существ в Minecraft, а в 2018 году — за обновление одного из трёх биомов.

## Спин-оффы
На фоне большого успеха Minecraft было выпущено несколько побочных игр (спин-оффов). 13 октября 2015 года стал доступен первый эпизод приключенческой игры Minecraft: Story Mode, разработанной Telltale Games совместно с Mojang AB. Игра была выпущена на PC, PlayStation 3, PlayStation 4, Xbox 360, Xbox One, iOS и Android. 13 сентября 2016 года стал доступен последний эпизод, а 11 июля 2017 года — продолжение Minecraft: Story Mode — Season Two. 25 июня 2019 года оба сезона были изъяты из цифровых магазинов после банкротства Telltale Games. 17 октября 2019 года Mojang AB выпустила в раннем доступе мобильную игру с дополненной реальностью Minecraft Earth, в которой игроки могли собирать ресурсы и делать постройки, путешествуя в реальном мире. 5 января 2021 года игра получила последнее обновление и перестала поддерживаться разработчиками из-за пандемии COVID-19. 26 мая 2020 года Mojang Studios совместно с Double Eleven закончила разработку ролевого боевика Minecraft Dungeons. Игра была выпущена на PlayStation 4, Xbox One, Nintendo Switch и PC и стала доступна подписчикам Xbox Game Pass. В июне 2022 года была анонсирована стратегия Minecraft Legends.

## Прикладное применение

### В разных сферах жизни
Хотя Minecraft была создана в развлекательных целях, по мере роста её популярности многократно обсуждалась и возможность неигрового применения, в частности, в сферах автоматизированного проектирования и образования.
В 2013 году Стюарт Дункан — канадский веб-программист с расстройством аутистического спектра — запустил игровой сервер Autcraft для детей с аутизмом. Проект призван обеспечить аутистам комфортную виртуальную среду и защитить их от интернет-травли со стороны других игроков. По этой причине доступ к серверу можно получить только после одобрения заявки. На Autcraft игроки должны придерживаться определённых правил, а также проявлять доброту и сотрудничество: например, в игре есть выделенные места с сундуками, где одни игроки могут оставить лишние предметы, чтобы ими могли воспользоваться другие. После запуска Autcraft стал предметом обсуждения не только в игровой прессе, но и в научном сообществе. Кэтрин Рингленд — сотрудница Калифорнийского университета в Ирвайне — изучила феномен проекта и признала, что Minecraft помогает аутистам практиковать социальные навыки. Она указала на то, что персонажи в игре выглядят примитивно и не имеют мимики или языка тела — игроки взаимодействуют между собой только с помощью движений и текстового чата. Таким образом, занимаясь в игре строительством, они могут работать в команде и самовыражаться, не испытывая волнение.
В сентябре 2014 года Британский музей объявил о планах методами краудсорсинга воссоздать в Minecraft копию своего здания вместе со всеми экспонатами. Проект стал частью программы «Музей будущего» (англ. Museum of the Future), направленной на привлечение новой аудитории к учреждению. 12 марта 2020 года международная организация «Репортёры без границ» построила в игре библиотеку со статьями журналистов, попавших под цензуру. Библиотека имеет отдельные секции для пяти стран, находящихся в конце рейтинга свободы прессы: России, Египта, Мексики, Вьетнама и Саудовской Аравии. По словам представителя организации Кристин Бёссе, Minecraft — популярная игра среди молодёжи и подходящая площадка для взаимодействия с ними; через неё можно «дать им доступ к недоступной для них сейчас информации и мотивировать их к борьбе против цензуры».
Во время пандемии COVID-19 Minecraft послужила платформой для дистанционного обучения и проведения различных мероприятий. В марте 2020 года студенты нескольких образовательных учреждений в Бостоне воссоздали в игре копии своих кампусов и провели в ней церемонии вручения дипломов. 18 марта Донской государственный технический университет провёл в Minecraft лекцию по функциональному программированию, где вместо классной доски использовались таблички, а вместо тетрадей для конспектирования — виртуальные книги. 22 марта правительство Польши запустило игровой сервер Minecraft для студентов, находящимся дома во время пандемии COVID-19, и организовало в нём творческий конкурс по воссозданию копий известных архитектурных памятников. 16 мая в игре прошёл международный музыкальный фестиваль Block by Blockwest с участием 20 групп, включая Idles, Massive Attack и Pussy Riot. Организаторы ожидали, что фестиваль посетят не более 10 тысяч человек, однако число желающих увидеть выступления музыкантов за первый час выросло в десять раз. Деньги, собранные во время онлайн-трансляции, пошли в Фонд солидарности по борьбе с COVID-19. Block by Blockwest не был первым музыкальным фестивалем, проведённым в Minecraft — компания Open Pit устраивает подобные мероприятия с 2018 года. 14 июня 2020 года Большой драматический театр имени Г. А. Товстоногова представил в игре спектакль «Вишнёвый сад», поставленный режиссёром Эдгаром Закаряном по мотивам одноимённой пьесы Антона Чехова. Игроки под руководством архитектора Андрея Воронова воссоздали копию театра, где актёры в реальном времени играли и озвучивали своих персонажей. Для просмотра спектакля зрители могли подключиться к игровому серверу или открыть онлайн-трансляцию в Интернете. После показа театр стал и дальше проводить спектакли в Minecraft по произведениям русской классики.

### Автоматизированное проектирование и 3D-печать
В 2011 году шведская компания Svensk Byggtjanst использовала Minecraft для реставрации жилых домов, парков и улиц пригородов Стокгольма. В 2012 году в Медиа-лаборатории Массачусетского технологического института было разработано программное обеспечение, позволяющее воспроизводить объекты из Minecraft в реальном мире с помощью 3D-печати.
5 сентября 2012 года Mojang совместно с Программой ООН по населённым пунктам запустила международный проект Block by Block для воссоздания городских объектов в Minecraft с их последующей реконструкцией в реальном мире. Проект предлагает людям из разных социальных групп выразить свои идеи по поводу городского планирования, а затем попробовать спроектировать желаемые модели городских объектов в игре. По мнению Карла Манне, это отличный способ визуализировать городское планирование без архитектурного образования; более того, Minecraft могут легко освоить люди, не имеющие навыков работы с компьютерами. Координатор проекта Понтус Вестерберг считает, что игра слишком «кубическая» для проектирования районов или зданий, но вполне подходит для проектирования общественных мест. Среди других её недостатков он выделил низкое разрешение текстур и скудное количество блоков.
В рамках Block By Block были реконструированы различные места по всему миру, например: в Ханое девочки-подростки использовали Minecraft для улучшения безопасности пешеходной зоны; в Косовска-Митровице — городе, разделённом рекой на албанскую и сербскую зоны, — игра помогла жителям преобразовать заброшенный рынок в городскую площадь; в поселении Калобейей в Кении суданские беженцы с помощью Minecraft построили теннисный корт, детскую площадку, стоянку моторикш и другие общественные места. Организация ежегодно финансирует 10—20 проектов, к 2020 году было реализовано 100 проектов в 35 странах.

### Образование
Осенью 2010 года Сантери Койвисто — студент педагогического курса из финского города Йоэнсуу — предложил объединить компьютерные игры и образование, чтобы сделать обучение детей более эффективным. Он считал, что обучение легче даётся во время дискуссии или концентрации внимания, например, когда нужно достичь какой-нибудь цели в игре; и вместо того, чтобы донести до учеников как можно больше информации, он предлагал методы обсуждения и эксперимента. Ни одна из развивающих игр на рынке не нравилась ему, поскольку они резко контрастировали с развлекательными и были скучными. В начале 2011 года Койвисто узнал из игрового журнала Pelit о Minecraft и понял, что эта игра хорошо вписывается в его концепцию образования. Когда Койвисто попросили подменить учителя в Контиолахти, он договорился с директором школы и предложил ученикам использовать Minecraft на уроках.

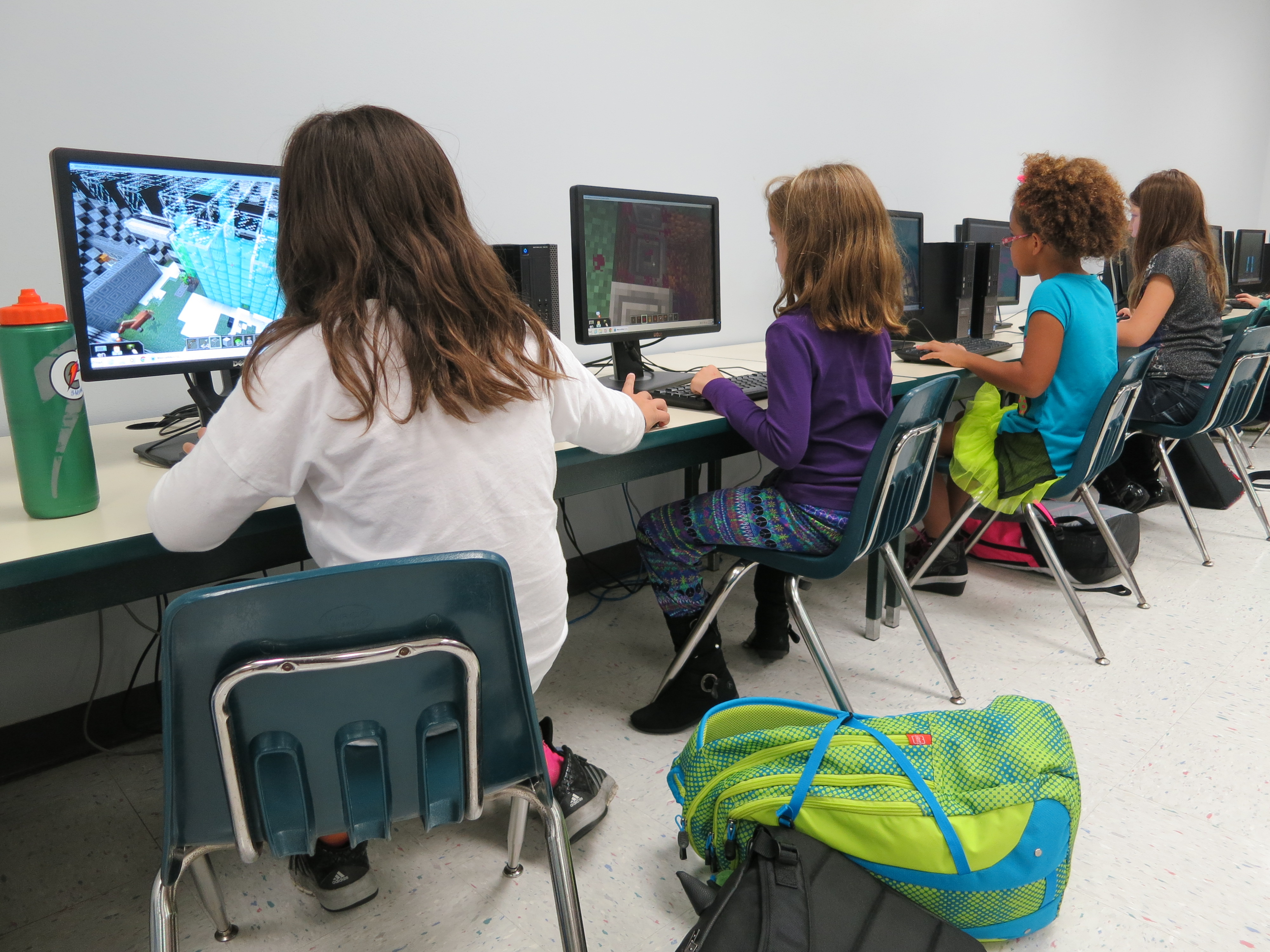
Использование Minecraft в классе

Через некоторое время другой энтузиаст — учитель информатики Джоэль Левин из Манхэттена — узнал о деятельности Койвисто и предложил ему обсудить перспективы совместной работы. Они согласились сделать адаптированную для школ версию Minecraft, где будут контролируемые миры без враждебных мобов. Далее Койвисто и Левин связались с Карлом Манне, и тот им предложил черновой вариант лицензии. Его единственным условием было то, что игра не должна быть полностью образовательной, иначе в неё будет скучно играть. В течение лета программист Алекси Постари по поручению Койвисто сделал соответствующую модификацию, после чего Койвисто, Левин и Постари основали компанию TeacherGaming и начали продавать школам образовательную версию игры под названием MinecraftEdu. Всего за несколько месяцев её пользователями стали более 100 тысяч учеников. Изначально игра была доступна только в Финляндии, позднее она получила распространение в Великобритании, США, Австралии и Китае.
Благодаря простоте в освоении и свободе творчества, учителя нашли применение Minecraft во многих учебных предметах: например, на уроках биологии ученики изучают модели клеток из блоков, а на уроках истории — воссоздают древнюю архитектуру. С помощью модификации ComputerCraft ученики программируют маленьких роботов, способных добывать и размещать блоки, тогда как модификация qCraft знакомит их с основами квантовой механики. Игра нашла применение даже в детских садах — там она используется взамен конструктора Lego.
В январе 2016 года Microsoft приобрела MinecraftEdu и обратилась к её создателям за помощью в разработке новой версии под названием Minecraft: Education Edition. Игра получила ряд новшеств, упрощающих её использование в школах: например, в Education Edition учителя могут создавать интерактивных персонажей и писать на виртуальных досках, а ученики — делать снимки экрана и хранить их в своих портфолио. Для совместного выполнения заданий в игре не нужно создавать свой сервер — он заранее настроен и готов к работе с любого устройства под управлением Windows 10 и macOS. С сентября 2016 года школам стала доступна годовая подписка на Education Edition стоимостью 1—5 $ за учащегося.

## Влияние на другие игры

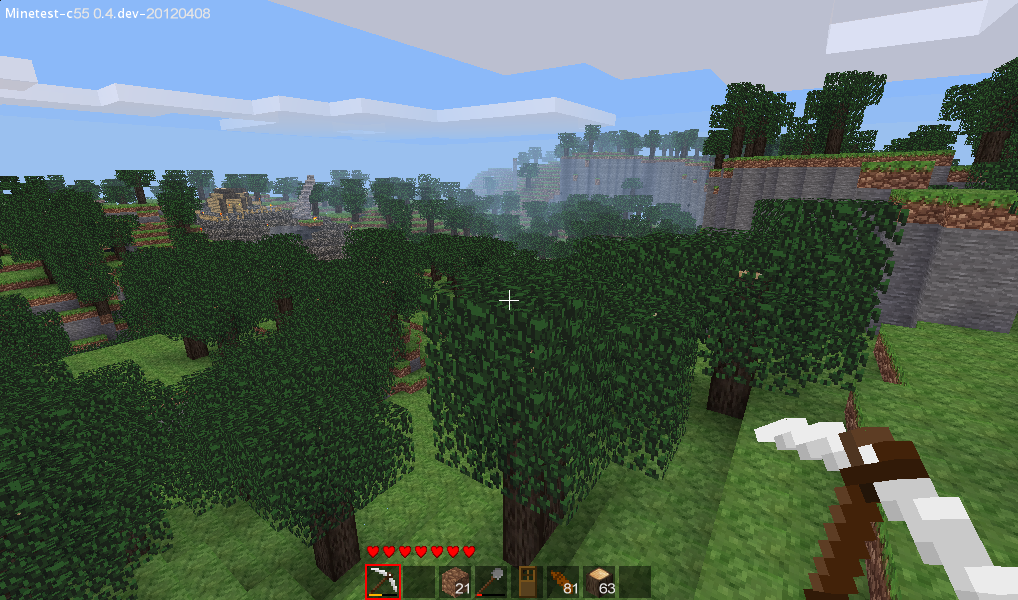
Luanti — игровой движок с открытым исходным кодом

Minecraft послужила вдохновением для многих разработчиков игр: одни брали за основу игровой процесс Minecraft и добавляли свои идеи, другие — делали явные клоны. FortressCraft, одна из таких игр-клонов, разработанная студией Projector Games с помощью набора инструментов Microsoft XNA, добилась немалого успеха на торговой площадке Xbox Live Marketplace — к маю 2012 года, когда на этой платформе появилась сама Minecraft, продажи выпущенного ранее клона превысили 750 тысяч копий. Маркус Перссон считал, что игры наподобие FortressCraft просто эксплуатируют идеи Minecraft и не вносят никаких изменений в игровой процесс; создатель FortressCraft Адам Соукинс отвечал на критику заявлениями о том, что его игра ориентирована на творчество, а не на создание оружия и брони и сражения, и перечислял возможности своей игры.
Minecraft-подобные игры выпускались и под известными торговыми марками, как Lego Worlds или Dragon Quest Builders. Игра Ace of Spades соединяла механики и характерную «кубическую» графику Minecraft с геймплеем командных шутеров наподобие Team Fortress 2, предлагая игрокам роли сражающихся друг с другом солдат на поле боя. Cube World пыталась предложить игроку исследование мира с процедурно генерируемыми приключениями и заданиями; схожим образом Trove привносила геймплей, характерный для Minecraft, уже в массовую многопользовательскую онлайн-игру. Находящаяся в разработке игра Hytale должна приблизить концепцию Minecraft к компьютерным ролевым играм с кооперативным режимом и мини-играми, рассчитанными на группы игроков.
Существуют и проекты с открытым исходным кодом: к их числу относятся Luanti — одновременно игровой движок и платформа с подключаемыми играми-модулями; Terasology, примечательная продвинутой системой рендеринга с усовершенствованным освещением и тенями; или TrueCraft — проект, призванный в точности воспроизвести Minecraft версии 1.7.3, которую автор TrueCraft считал «практически идеальной».
Terraria — приключенческая «песочница» с двумерной графикой — после выпуска имела репутацию 2D-клона Minecraft. В этой игре также есть процедурно генерируемые миры, где игрок может добывать и размещать блоки, создавать предметы из ингредиентов и сражаться с противниками. Однако, несмотря на стилистическое сходство, обе игры имеют разный подход к построению игрового процесса: Terraria сосредоточена на ведении боя, а Minecraft — на строительстве. Сам Маркус Перссон благосклонно относится к этой игре и считает, что разработчики должны черпать вдохновение из чужих проектов и добавлять свои идеи. Чтобы привлечь внимание к Terraria, он упомянул игру в своём твиттере и посвятил ей отдельный «сплэш» (всплывающий текст), отображающийся случайным образом в главном меню Minecraft.

Если Terraria — это наш конкурент, то я только рад такой конкуренции. Серьёзно, это отличная игра. *Делает заметки, чего бы из неё позаимствовать*
Оригинальный текст (англ.)If Terraria is our competition, I'm damned proud to compete against it. It's one seriously awesome game. *takes notes of things to copy*
— Маркус Перссон
По мнению редактора Polygon Чарли Холла, Minecraft стала главной игрой 2010-х годов, оказав глубочайшее влияние на всю индустрию компьютерных игр далеко за пределами одного жанра: она добилась успеха даже не как игра, а как общее пространство, доступное на разных платформах и предоставляющее людям возможность заниматься всем, что они пожелают, и взаимодействовать друг с другом. Minecraft расширила саму игровую индустрию и вовлекла в игры множество раньше не интересовавшихся ими людей. Без Minecraft сервисы наподобие Twitch и интернет-знаменитости вроде Пьюдипая или Ninja могли бы и не приобрести своей популярности. В 2010-х годах множество игр самых разных жанров начали подражать Minecraft, включая в геймплей элементы строительства и симуляторов выживания. Финансовая модель Minecraft — выпустить незавершённую игру и добавлять новые возможности уже по мере продаж — сделала практики раннего доступа и краудфандинга через сайты наподобие Kickstarter широко распространёнными и востребованными.

## Фильмы и книги
- «Minecraft: История Mojang» — документальный фильм 2012 года о Minecraft и разработчиках Mojang.
- «Minecraft[англ.]» — книга 2013 года о Minecraft и её создателе Маркусе «Нотч» Перссоне.
- «Minecraft в кино» — художественный полнометражный фильм 2025 года.

## Комментарии
1. ↑  PC/Java, Android, iOS, Wii U, New Nintendo 3DS, Nintendo Switch
2. ↑  Xbox 360, Xbox One, Windows Phone, Windows 10 Edition
3. ↑  PlayStation 3
4. ↑  Начальная версия игры была выпущена 17 мая 2009 года.
5. ↑  Создал начальную версию игры в 2009 году, работал над стабильной версией до её выпуска в 2011 году.
6. ↑  Сменил Маркуса Перссона после выпуска стабильной версии игры в 2011 году.
7. ↑  Дополнительную музыку написали Самуэль Оберг, Гарет Кокер, Лена Рейн и Куми Таниока для различных последующих обновлений.